# Reichsmark
Die Reichsmark (Abkürzung RM, Währungszeichen: ℛℳ) war von 1924 bis 1948 das gesetzliche Zahlungsmittel im Deutschen Reich. Dieser Zeitraum umfasst einen Teil der Weimarer Republik und die Zeit des Nationalsozialismus. Nach dem Ende des Zweiten Weltkriegs 1945 war die Reichsmark in den Besatzungszonen noch bis zur Einführung neuer Währungen im Juni 1948 gültig.

## Geschichte

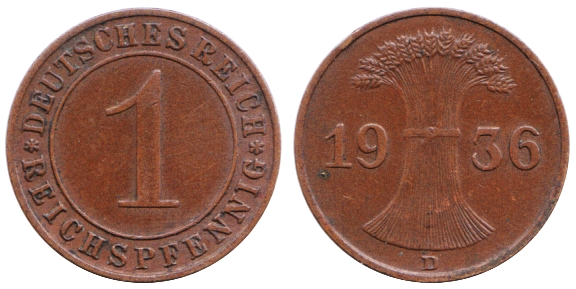
1 Reichspfennig von 1936

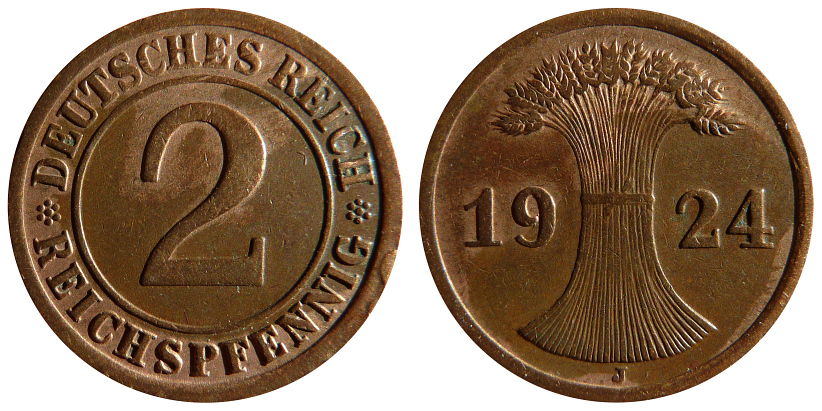
2 Reichspfennig von 1924

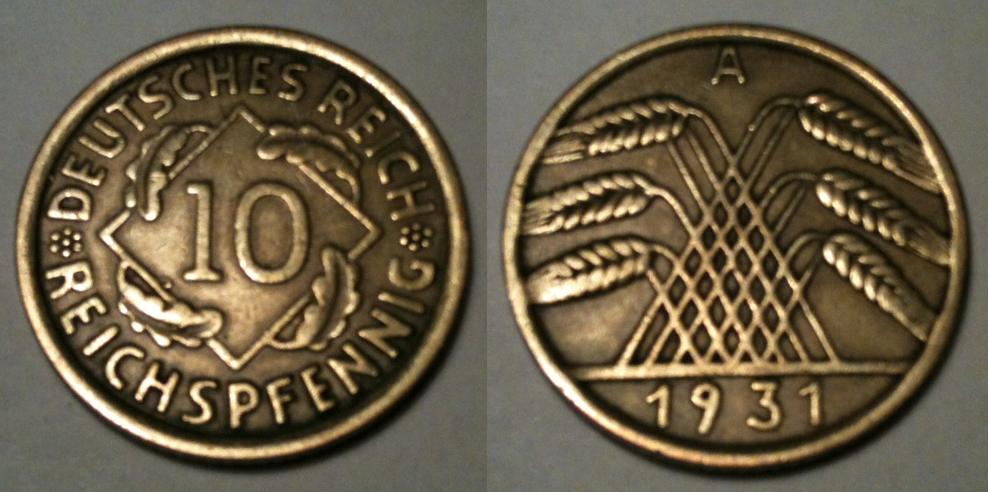
10 Reichspfennig von 1931

Der Begriff „Mark“ ist ein altes germanisches Wort und wird seit dem 11. Jahrhundert als Gewichtsbezeichnung (siehe Mark) und seit dem 15. Jahrhundert daraus abgeleitet auch als Münzbezeichnung (Courantmark, Staatsmark, Marck Danske) verwendet.

### Einführung der Reichsmark
Die Reichsmark wurde durch das Münzgesetz vom 30. August 1924 eingeführt.
Die „Papiermark“ hatte in den Jahren 1914 bis 1923 ihre Kaufkraft völlig verloren; zunächst schleichend und dann 1923, nach dem Beginn der Ruhrbesetzung und des Ruhrkampfes, in einer Hyperinflation. Ab dem 15. November 1923 war die deutsche Währung durch die Einführung der Rentenmark stabilisiert worden.
Der Wechselkurs von alter Papiermark zu neuer Reichsmark betrug 1.000.000.000.000:1 (eine Billion zu eins). Die Reichsmark war damit im täglichen Leben wertgleich mit der Rentenmark.

### Währungstyp
Einer Reichsmark wurde eine fiktive Golddeckung von 1/2790 kg Feingold gesetzlich zugeordnet. Das entsprach der formalen Golddeckung, wie sie bis zum Beginn des Ersten Weltkrieges 1914 bestanden hatte. Die Reichsmark war aber im Gegensatz zur Goldmark keine reine Goldstandardwährung und damit auch nicht bei der Reichsbank durch die Bürger zumindest teilweise in Währungsgoldmünzen einlösbar. Gesetzlich war die Einlösepflicht der Reichsbanknoten in Gold zwar nach § 31 Reichsbankgesetz festgelegt worden – praktisch wurde sie aber, was einen gesonderten Beschluss nach § 52 S. 2 Reichsbankgesetz erfordert hätte, nie in Kraft gesetzt.
Die Reichsmark war eine sogenannte Goldkernwährung ohne sichtbare Goldmünzenzirkulation und damit praktisch eine Papierwährung wie heute. Formal waren jedoch noch die vormaligen 10- und 20-Mark-Goldmünzen der Kaiserzeit bis 1938 gesetzliche Zahlungsmittel. Praktisch tauchten diese aber nicht im Zahlungsverkehr zu ihrem Nennwert auf, da eine Reichsmark schon eine geringere Kaufkraft als die Mark von 1914 hatte. Der sogenannte „Goldkern“ hatte im Wesentlichen nur eine symbolische Bedeutung im Zusammenhang mit Zahlungsausgleichvorgängen mit dem Ausland.
Die emittierten Silbermünzen von 1 bis 5 RM waren sämtlich Scheidemünzen und hatten einen Silbergehalt von 50 % statt der 90 % der bis Beginn des Ersten Weltkriegs geprägten Münzen von 1 bis 5 Mark.
1 Reichs- bzw. Rentenmark (RM) = 100 Reichspfennig bzw. Rentenpfennig (Rpf.)

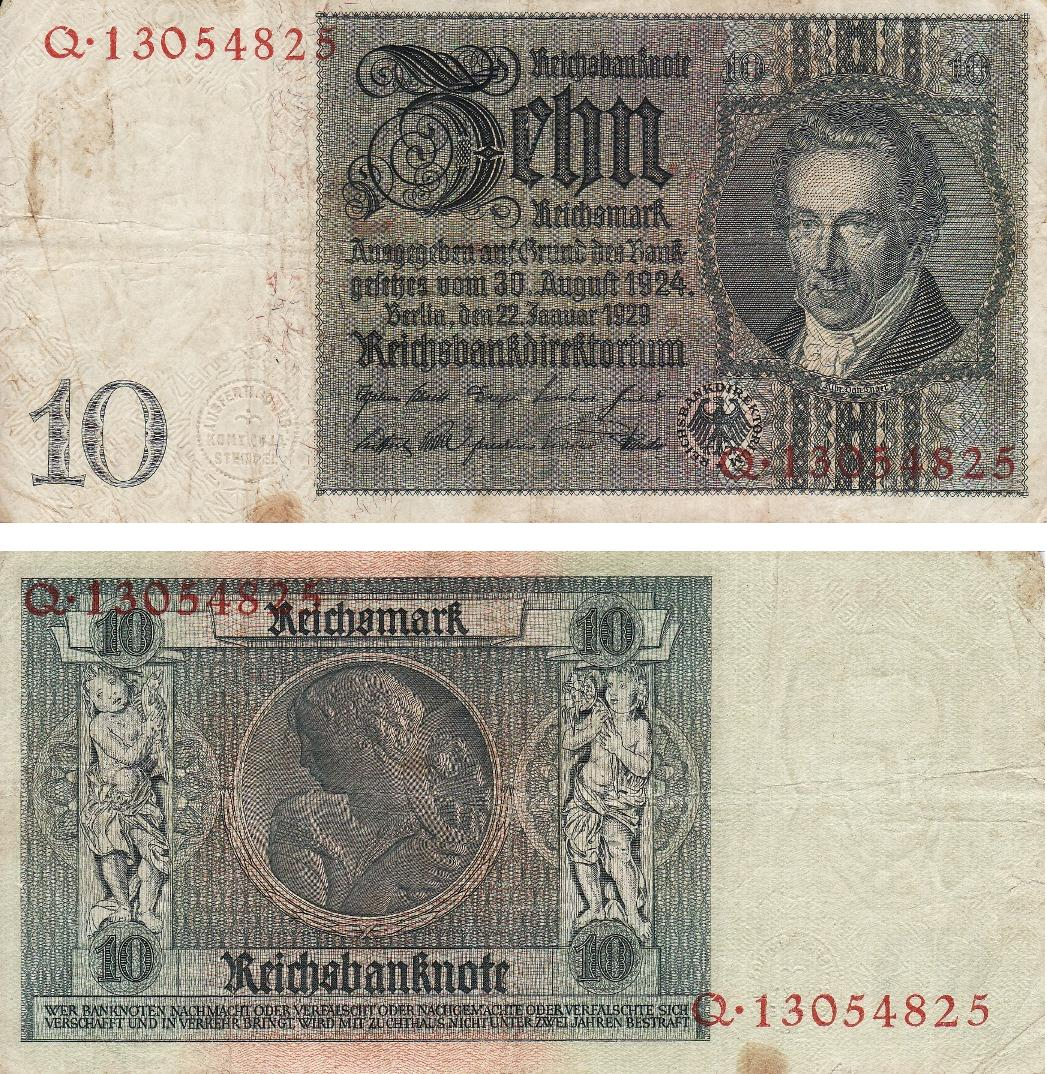
10 RM, 1929, Reichsbankdirektorium
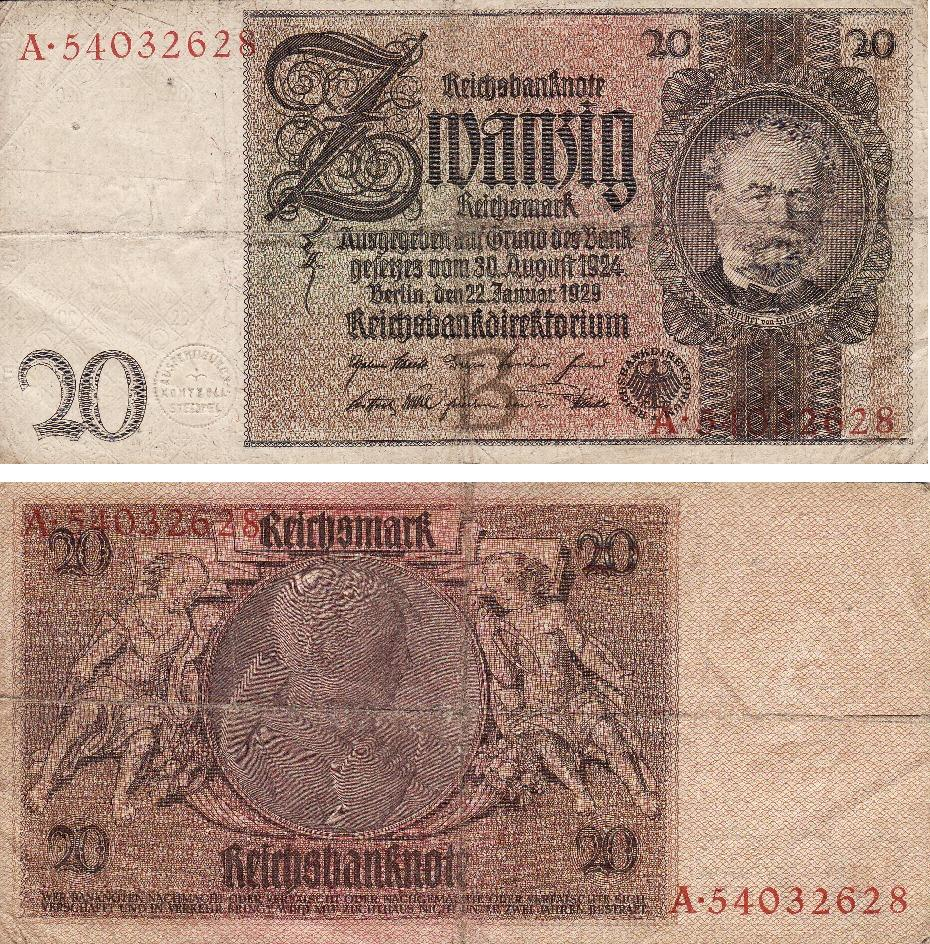
20 RM, 1929, Reichsbankdirektorium
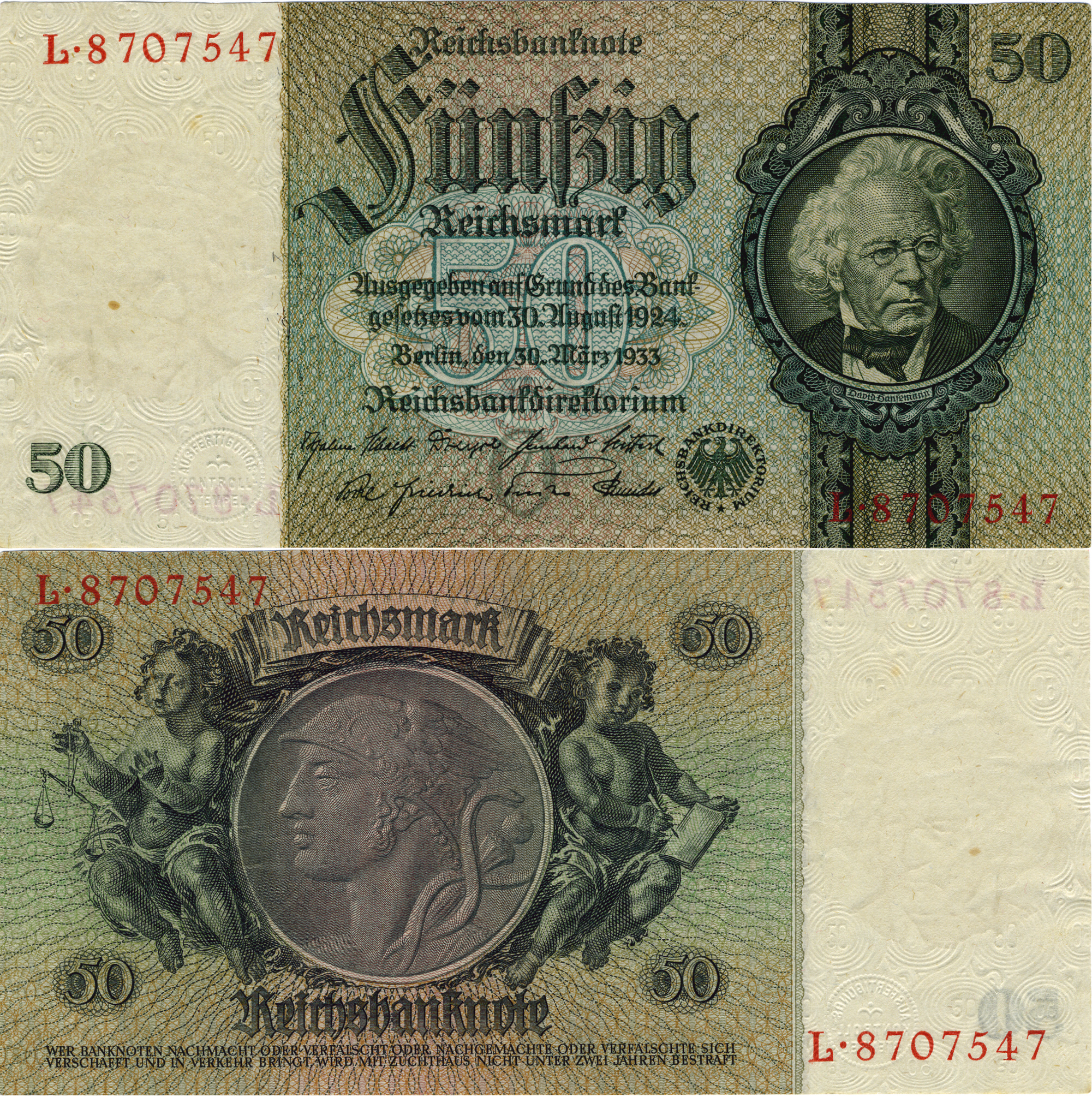
50 RM, 1933, Reichsbankdirektorium
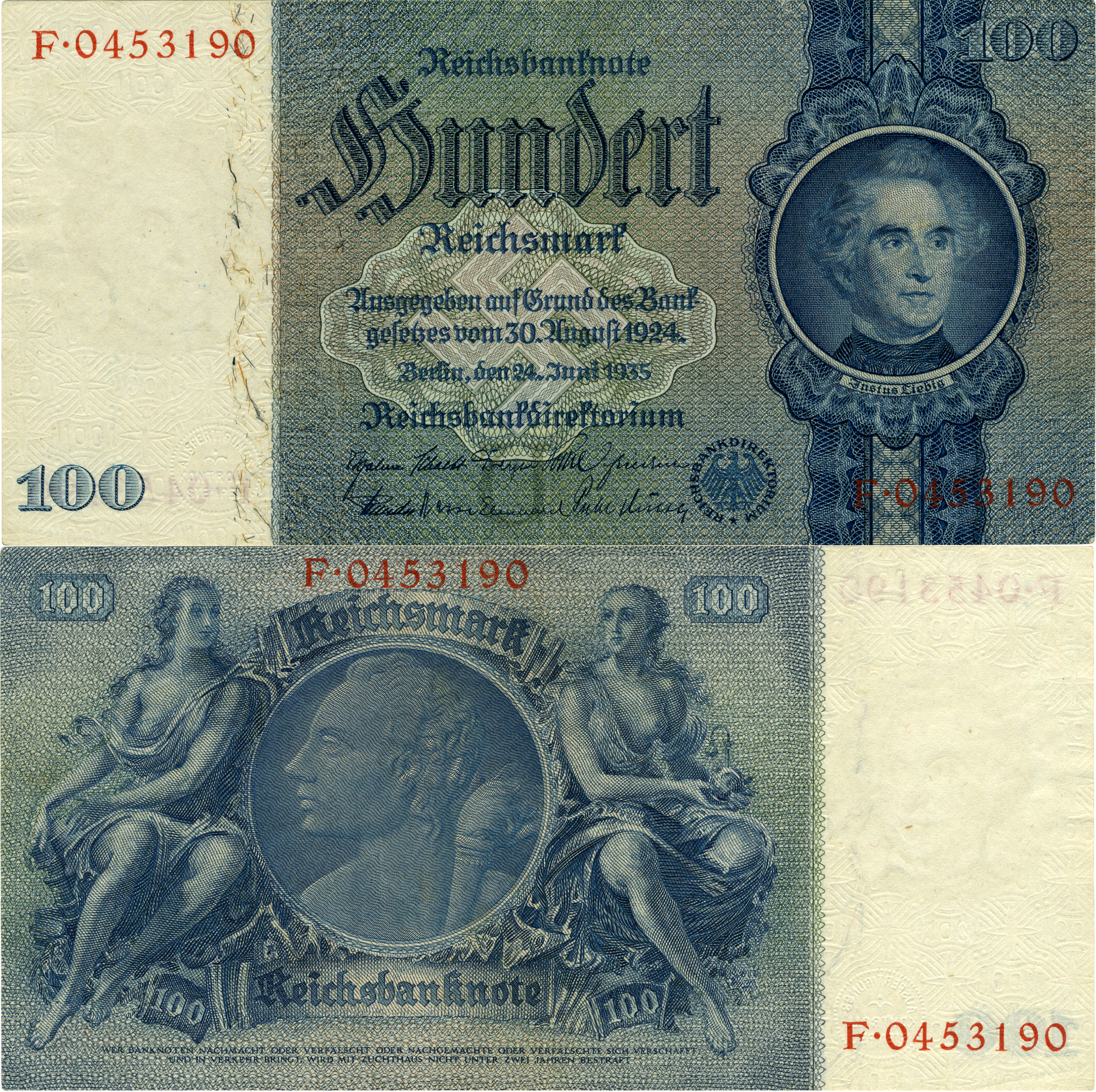
100 RM, 1935, Reichsbankdirektorium
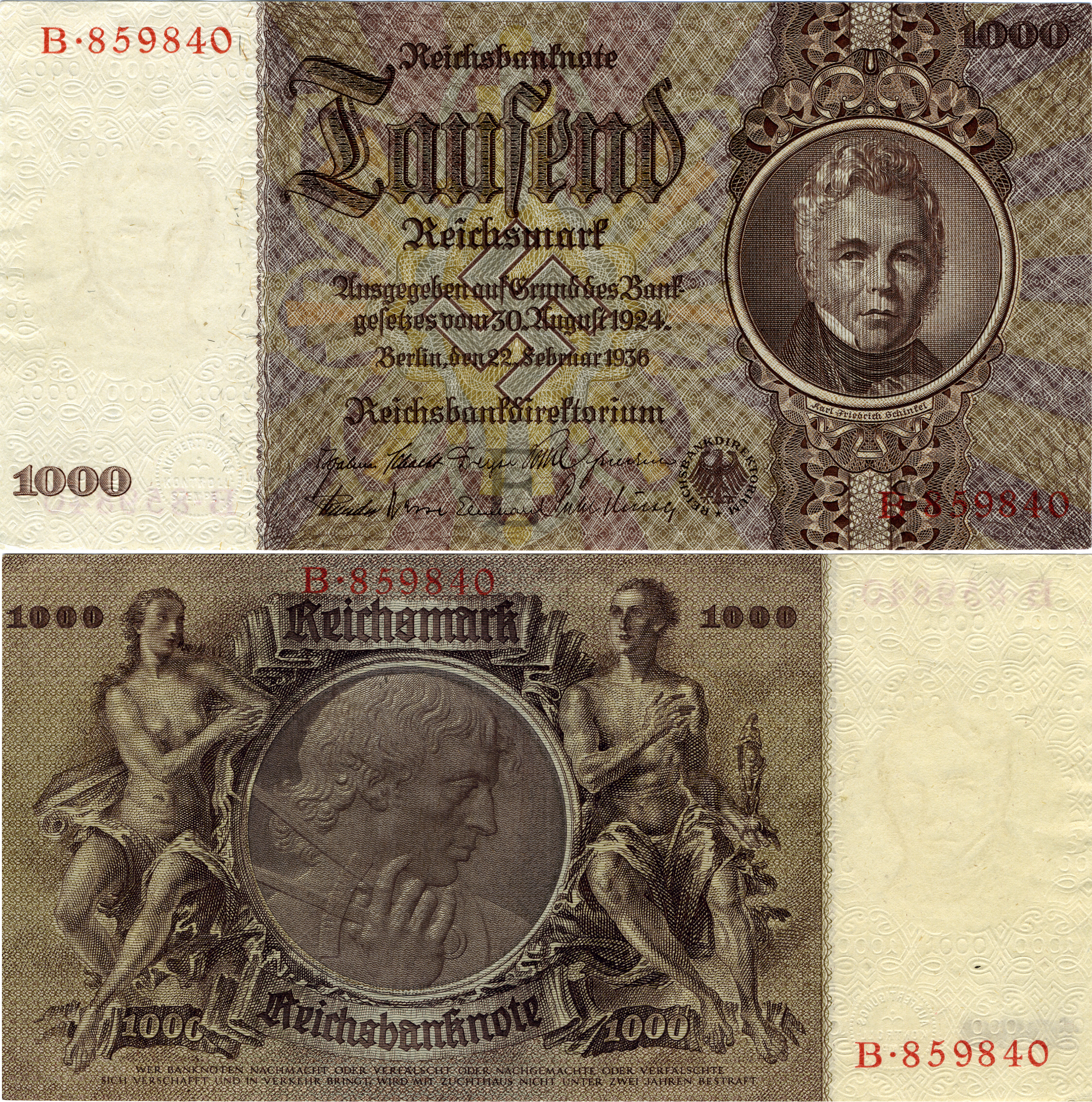
1000 RM, 1936, Reichsbankdirektorium

### Ausweitung des Geldvolumens im Dritten Reich
Seit Mitte der 1930er Jahre („Mefo-Wechsel“) und während der Kriegsjahre von 1939 bis 1945 kam es vorwiegend zur Finanzierung der deutschen Rüstungsproduktion zu einer massiven Ausweitung des Geldvolumens. Ab dem Beginn des Zweiten Weltkriegs wurden deshalb auch die Silbermünzen zu 2 und 5 Reichsmark in großen Mengen von der Bevölkerung trotz Verbotes gehortet (Greshamsches Gesetz: schlechtes Geld verdrängt das gute Geld aus dem Umlauf). Im Zweiten Weltkrieg wurden zudem in den von der Wehrmacht besetzten Ländern Reichskreditkassenscheine und -münzen ausgegeben, die von den Notenbanken der besetzten Länder – zu deren Nachteil – gegen Landeswährung getauscht werden mussten.
Ende 1933 betrug der Banknotenumlauf 4,2 Mrd. RM; im Juli 1939 waren es 9,0 Mrd. RM. Ende 1939 waren es 11,8 Mrd. RM; Anfang 1945 73 Mrd. RM.

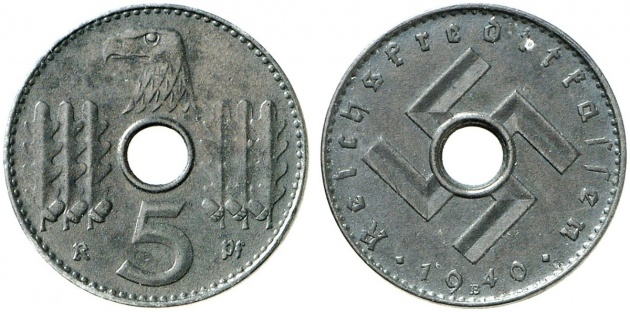
Reichskreditkassenmünze zu 5 Reichspfennig (1940)
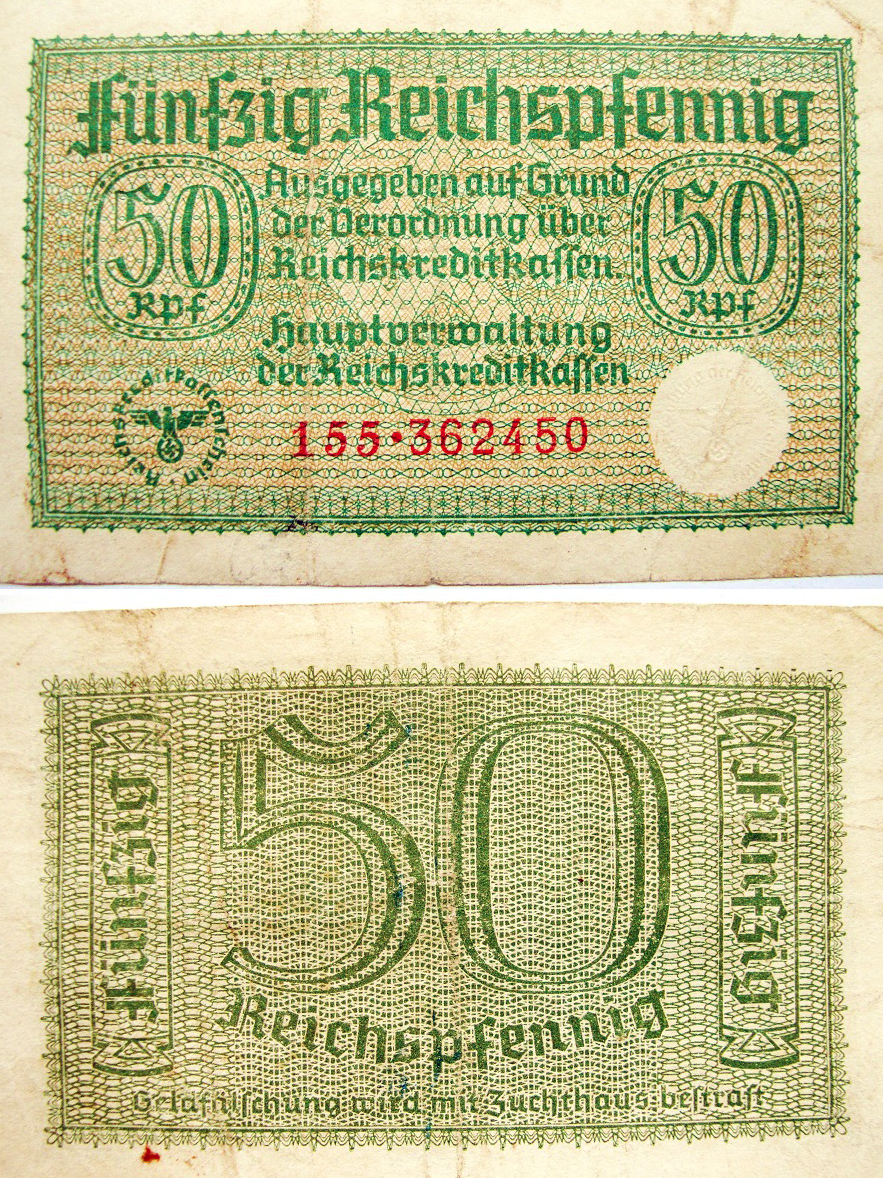
50 Rpf, 1938–1945, Reichskreditkassenschein
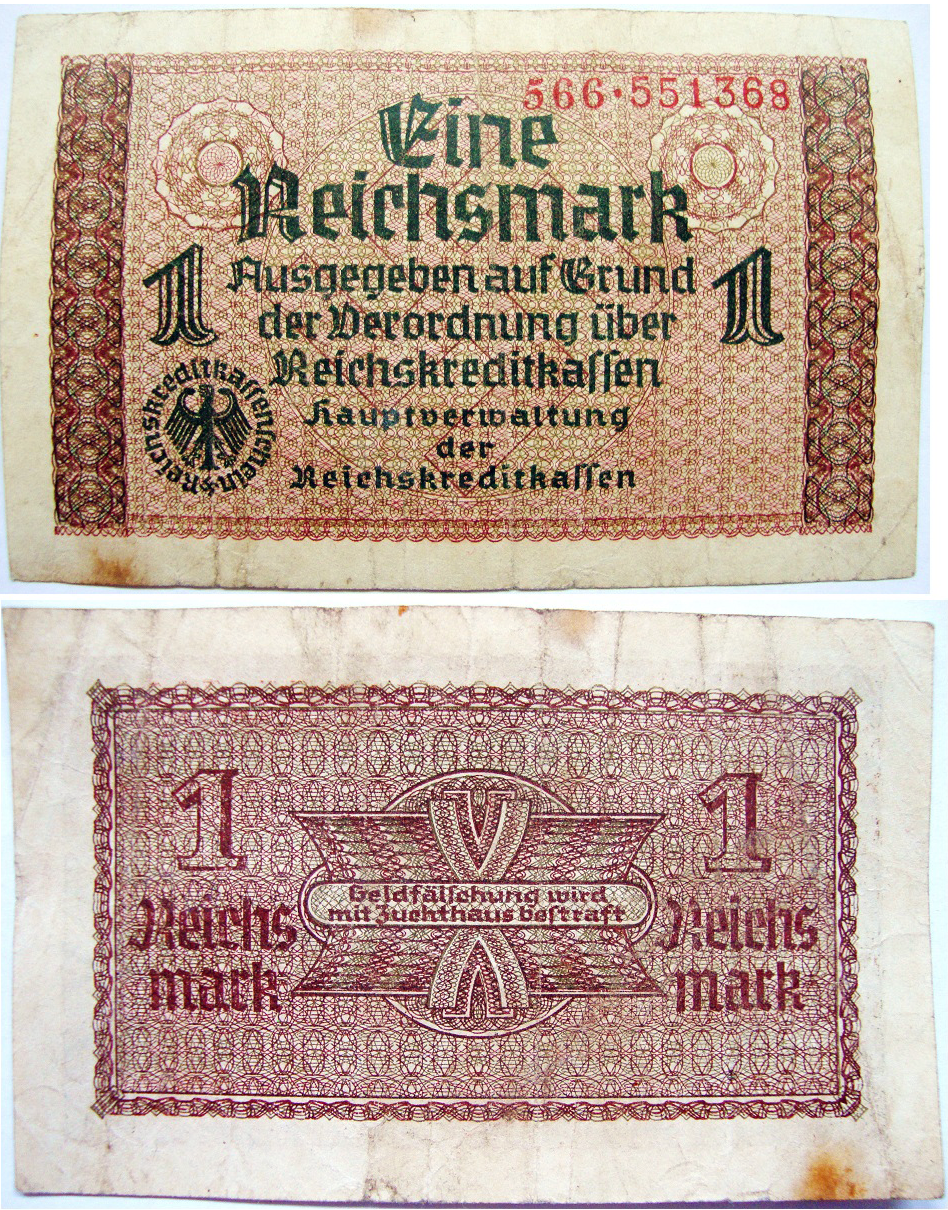
1 RM, 1938–1945, Reichskreditkassenschein
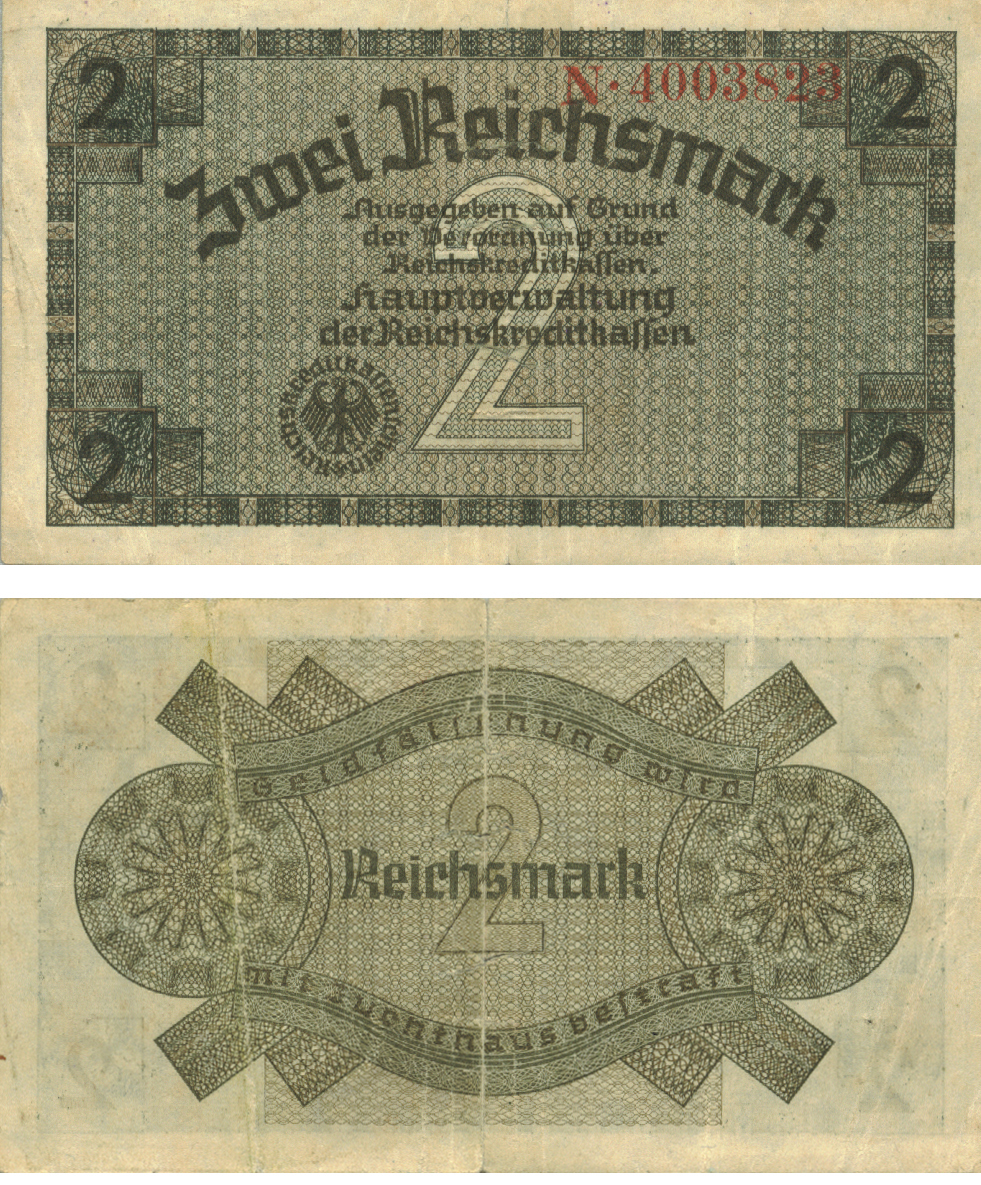
2 RM, 1938–1945, Reichskreditkassenschein
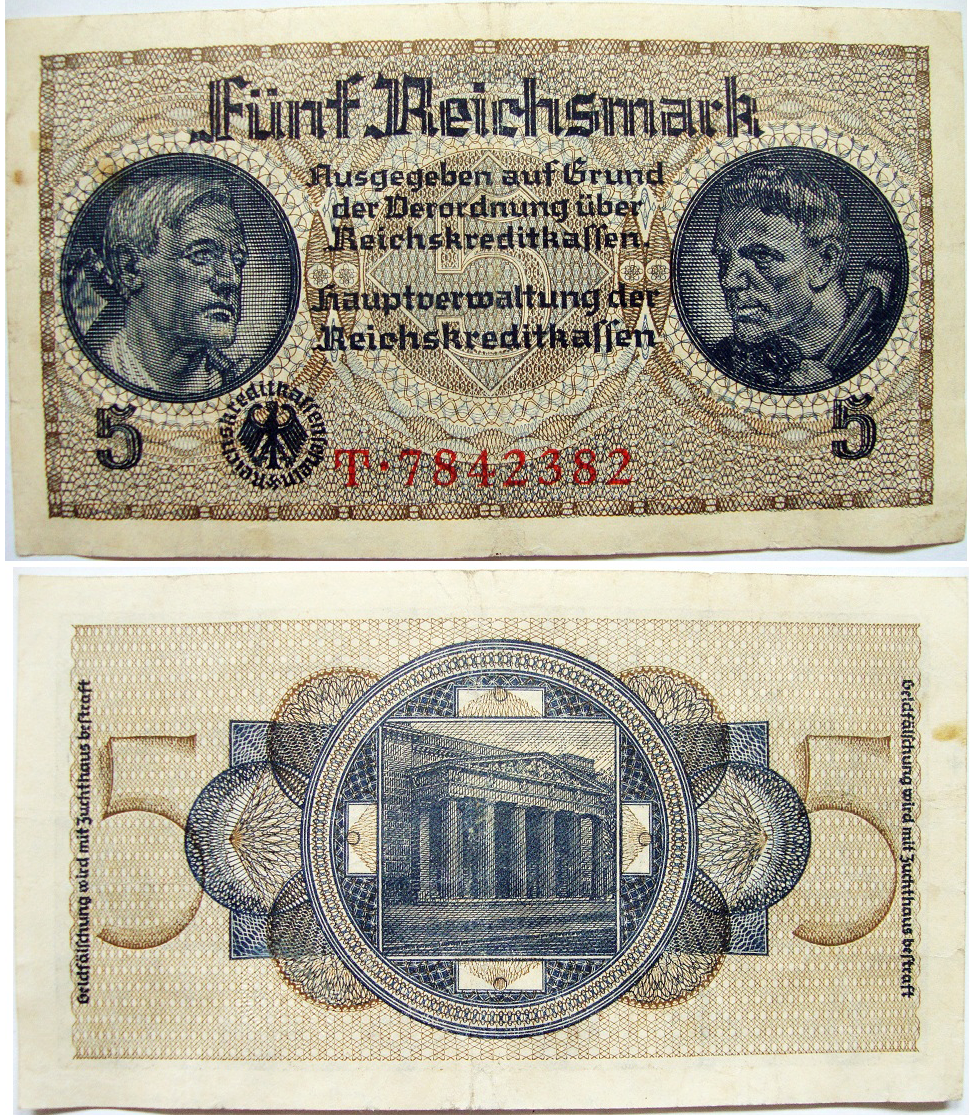
5 RM, 1938–1945, Reichskreditkassenschein
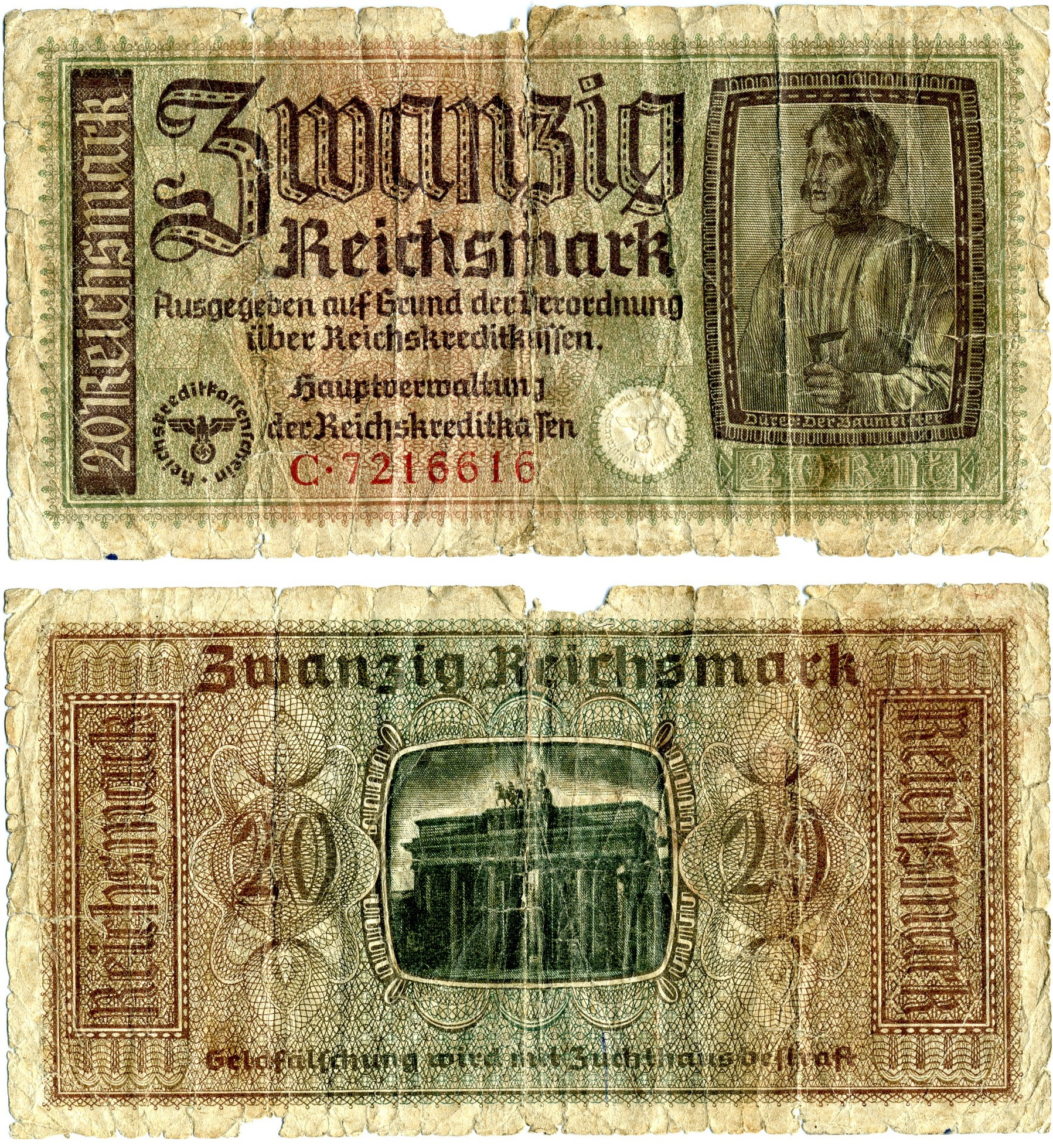
20 RM, 1938–1945, Reichskreditkassenschein
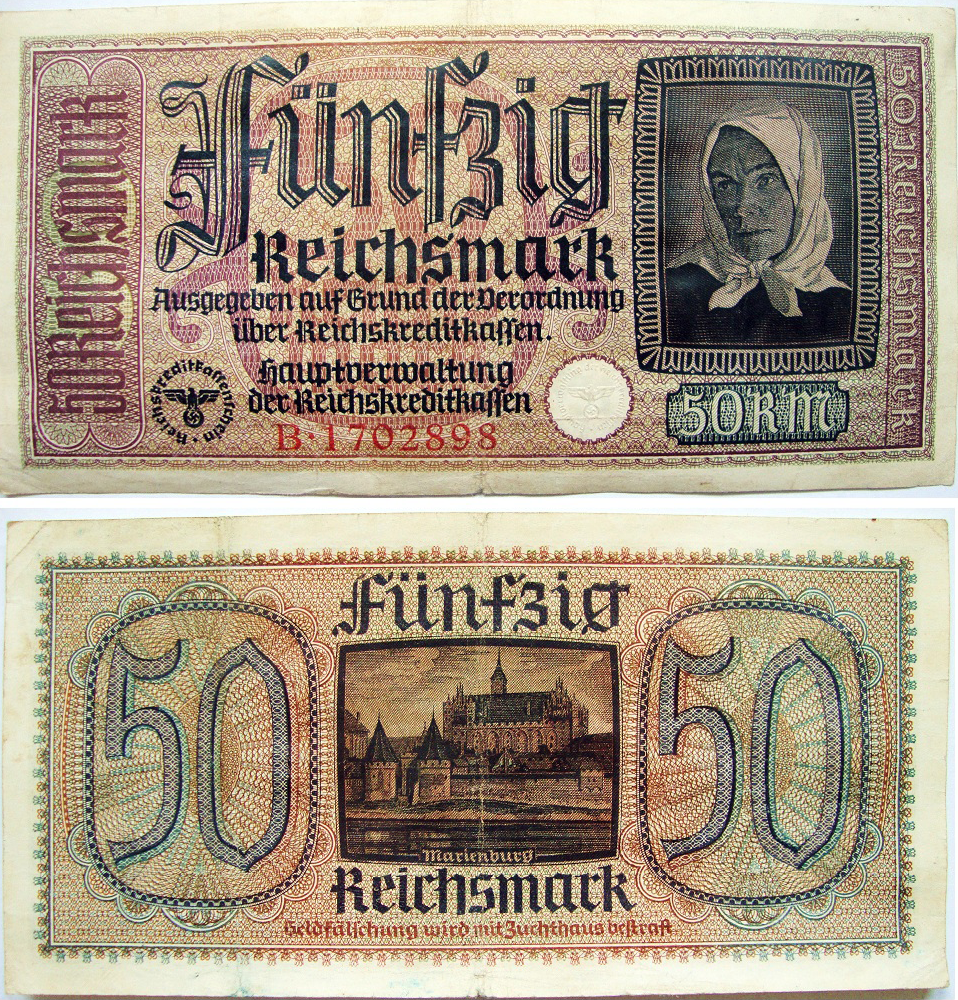
50 RM, 1938–1945, Reichskreditkassenschein
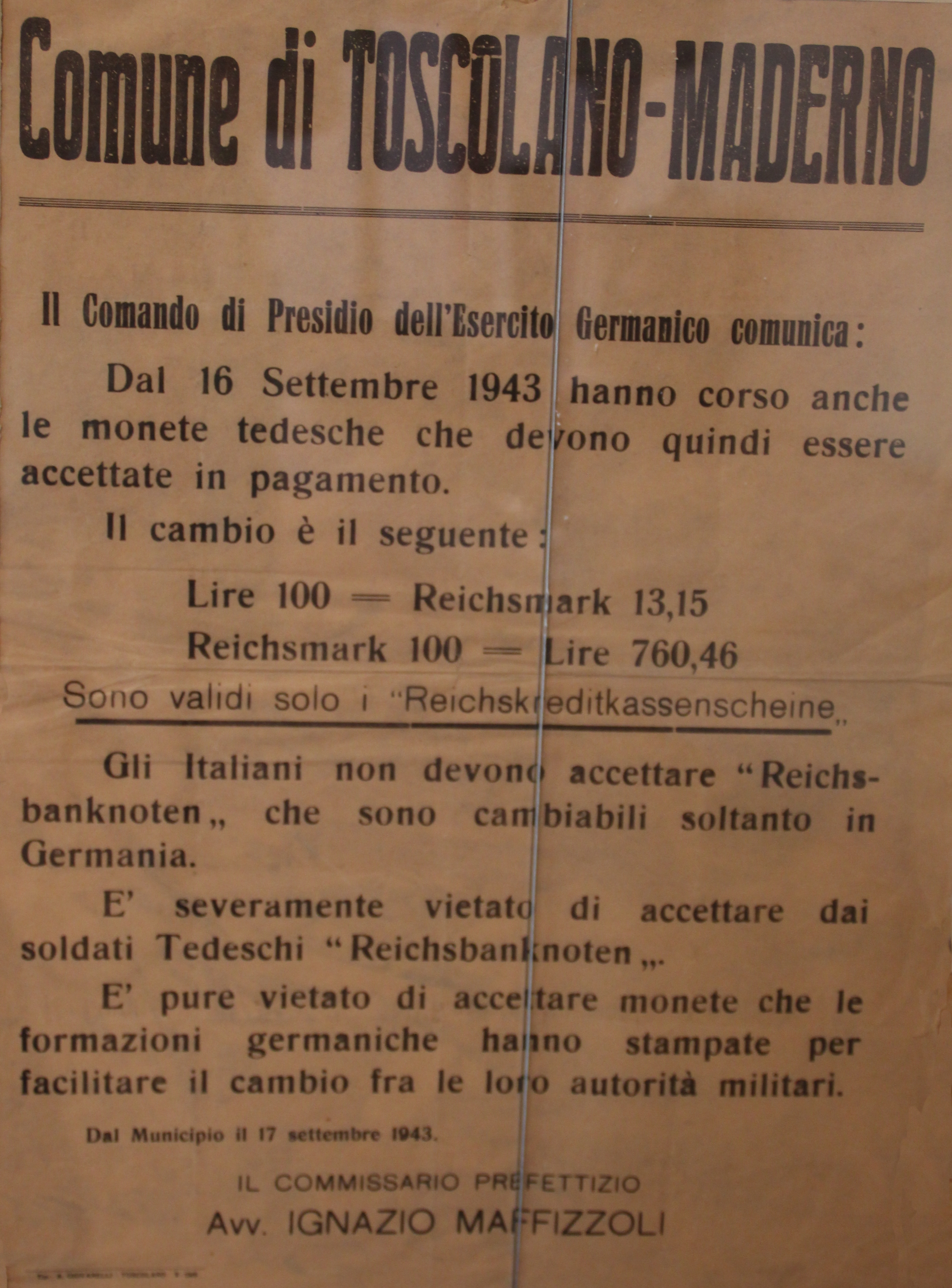
Umtauschanordnung aus Italien 1943

Zum Ersatz von Münzgeld durch Papiergeld wurden innerhalb des Reichs kurz vor Kriegsbeginn noch neue Rentenmark-Scheine in Umlauf gesetzt.

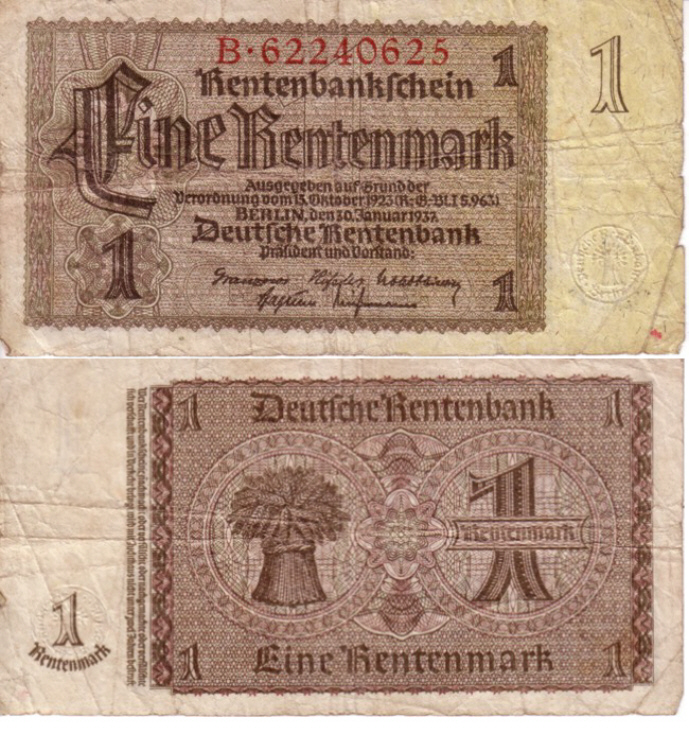
1 RM, 1937
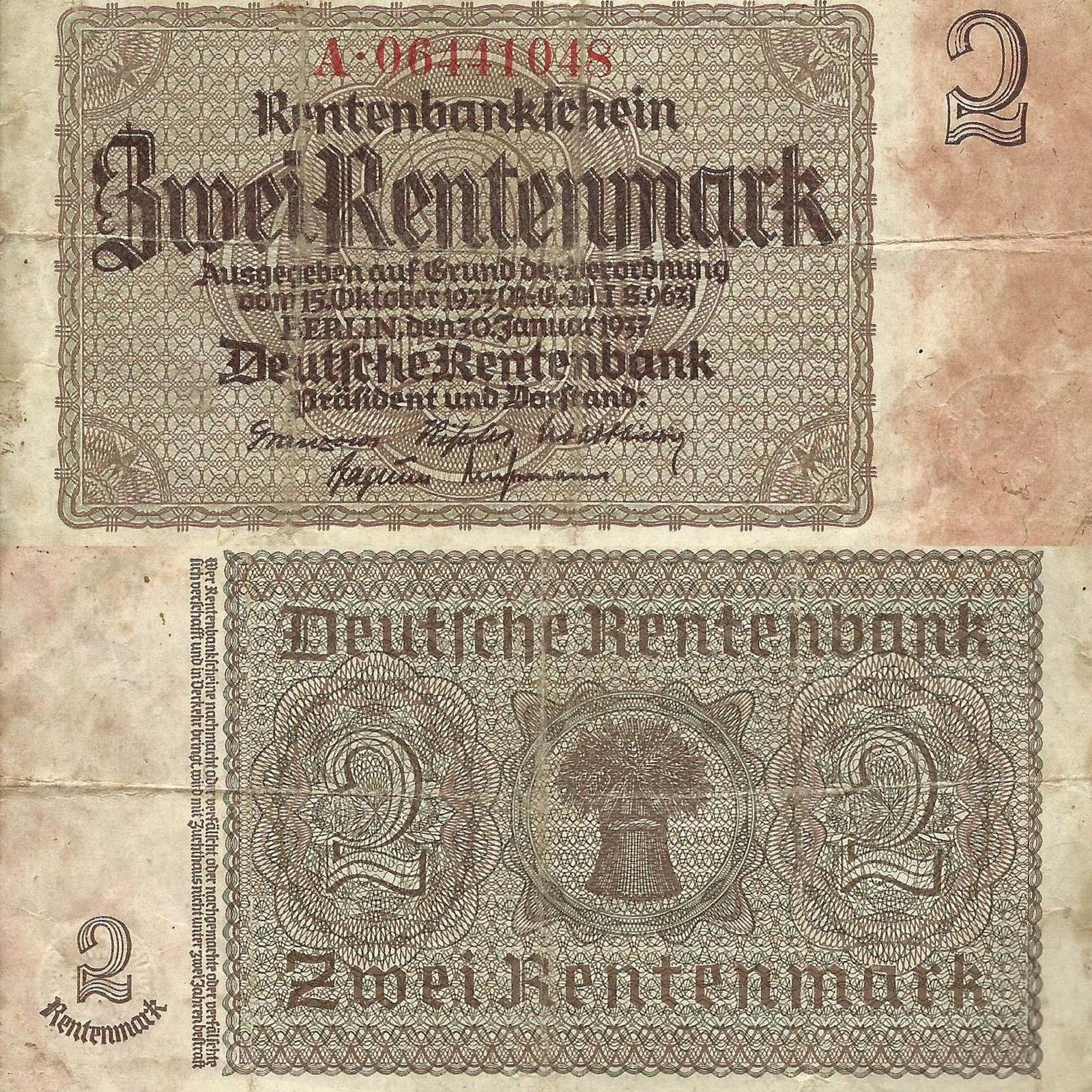
2 RM, 1937

### Entwertung und Abschaffung der Reichsmark nach dem Zweiten Weltkrieg
Im Ergebnis der Ausweitung des Geldvolumens und aufgrund der enormen Kriegszerstörungen, wodurch die dem Geldvolumen gegenüberstehenden Sachwerte drastisch reduziert waren, hatte die Reichsmark nach dem Krieg nur noch eine geringe Kaufkraft. Dass viele Warenbereiche der Bewirtschaftung mit Bezugsscheinen unterworfen und zusätzlich die Preise festgesetzt waren, minderte außerdem die Bedeutung der Reichsmark als Währung, eine freie Konvertibilität bestand ohnehin nicht.
In den Jahren 1945 bis 1948 wurden Kleinmünzen zu 1, 5 und 10 Pfennig neu herausgegeben, die einen Adler ohne Hakenkreuz, ansonsten aber weiterhin die Bezeichnungen Reichspfennig und Deutsches Reich trugen.

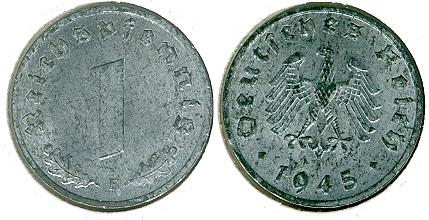
1 RPf, 1945;
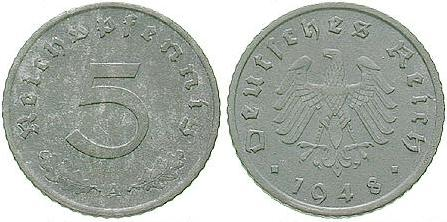
5 RPf, 1948;
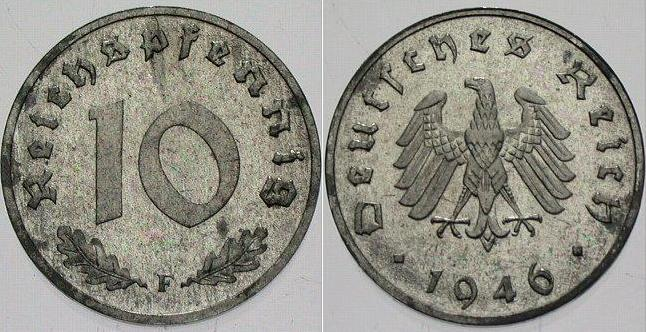
10 RPf, 1946

Mit den Währungsreformen vom 21. Juni 1948 (West) bzw. 23. Juni / 24. Juli 1948 (Ost) wurde die Reichsmark gleichzeitig mit den letzten Rentenmarkbanknoten ungültig und in den drei Westzonen Deutschlands die Deutsche Mark (DM), in der sowjetischen Zone die Deutsche Mark der Deutschen Notenbank (dann MDN = Mark der deutschen Notenbank und zuletzt M = Mark der DDR) eingeführt. Uraltguthaben bei West-Berliner Kreditinstituten wurden erst 1953 auf DM umgestellt.
Im Gesetz zum Abschluß der Währungsumstellung wurde geregelt, dass mit Ablauf des 30. Juni 1976 die Ansprüche aus Reichsmarkguthaben erloschen sind.

### Reichsmark in Österreich
Auch im Gebiet des nationalsozialistischen Österreichs nach dem „Anschluss“ im Jahr 1938 war die Reichsmark durch eine Währungsreform zum gesetzlichen Zahlungsmittel erklärt worden und hatte den österreichischen Schilling im Verhältnis 1,5:1 ersetzt. Hier wurde am 30. November 1945 der Schilling im Umtauschverhältnis 1:1 wieder eingeführt und die Reichsmark für ungültig erklärt. Dabei wurden allerdings die Scheidemünzen und die Rentenbankscheine der Reichsmarkwährung für eine Übergangszeit weiter benutzt.
Der 1945 parallel zur Reichsmark eingeführte „Alliierte Militärschilling“ wurde in Österreich teilweise erst Ende 1947 aus dem Verkehr genommen.

### Kaufkraft
Die Kaufkraftäquivalente einer Reichsmark werden von der Deutschen Bundesbank bezogen auf die Kaufkraft des Euro im Durchschnitt des Jahrs 2024 wie folgt angegeben:
- 1 Reichsmark 1924 = € 4,90
- 1 Reichsmark 1928 = € 4,20
- 1 Reichsmark 1933 = € 5,40
- 1 Reichsmark 1937 = € 5,10
- 1 Reichsmark 1939 = € 5,00 (laut Quelle mit „große[r] Unsicherheit“ behaftet), nach anderer Quelle[9] € 6,43

## Münzen
Querverweis: Drei- und Fünf-Reichsmark-Gedenkmünzen der Weimarer Republik → Liste der Reichsmark-Münzen der Weimarer Republik

Kursmünzen der Weimarer Republik
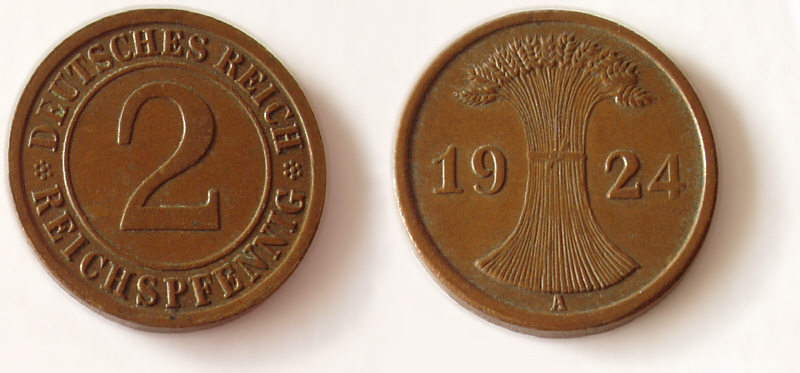
2 Rpf, 1924 (Kupfer)
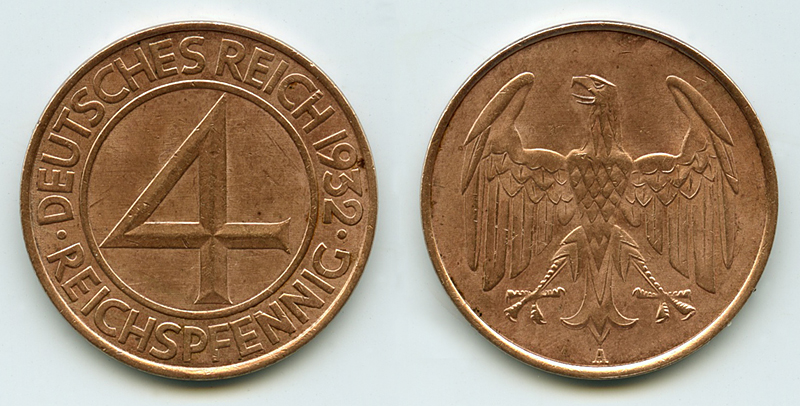
4 Rpf, 1932 (Kupfer), „Brüning-Taler“
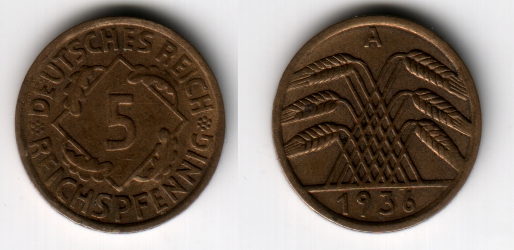
5 Rpf, 1936 (Kupfer-Aluminium-Legierung)
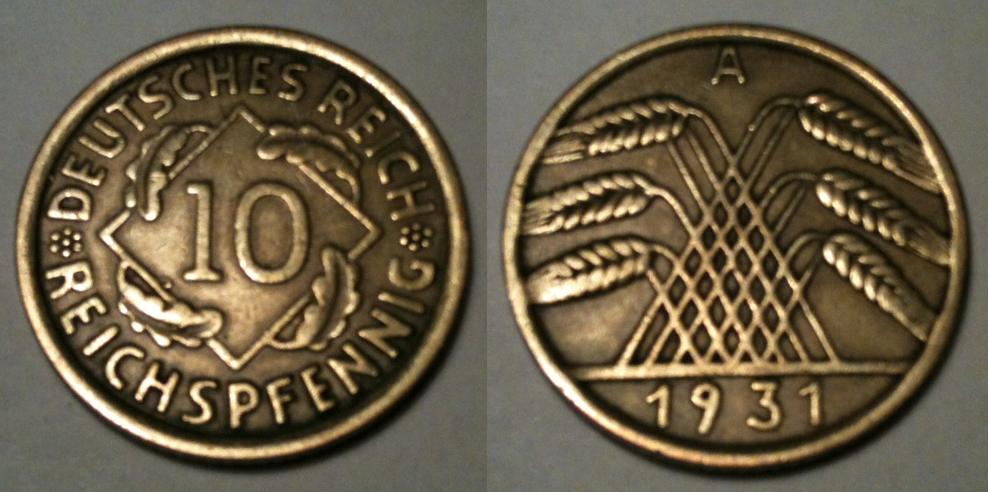
10 Rpf, 1931 (Kupfer-Aluminium-Legierung)

Kursmünzen im Dritten Reich
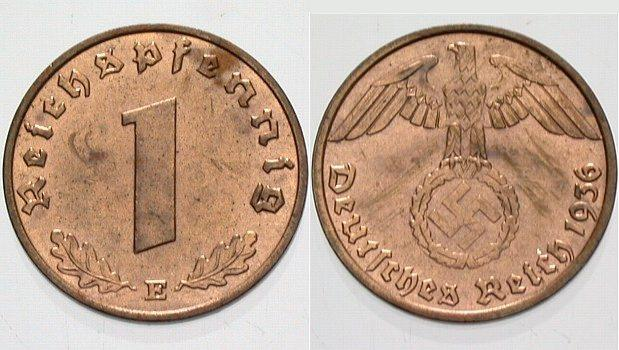
1 Rpf, 1936 (Bronze-Legierung)
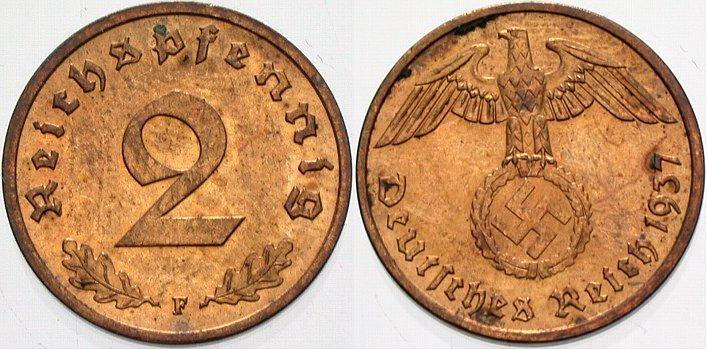
2 Rpf, 1937 (Bronze-Legierung)
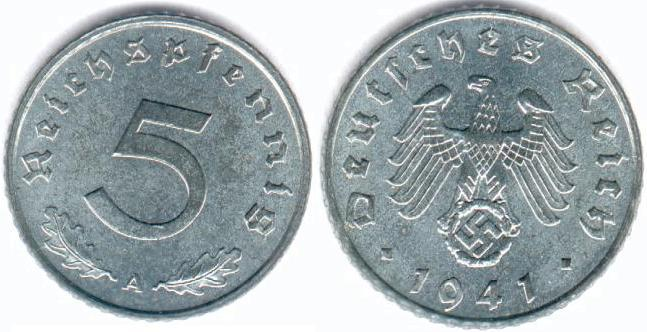
5 Rpf, 1941 (Zink)
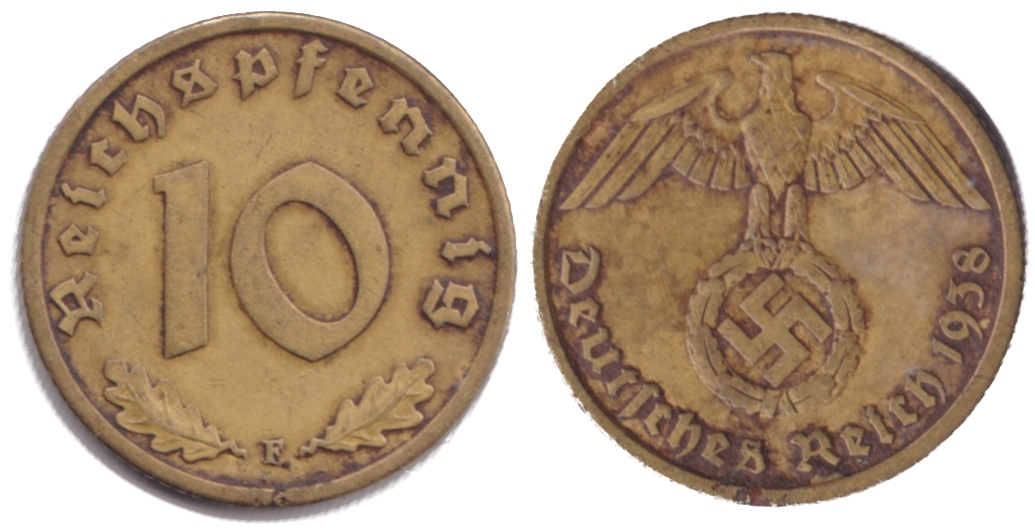
10 Rpf, 1938 (Aluminium-Bronze-Legierung)
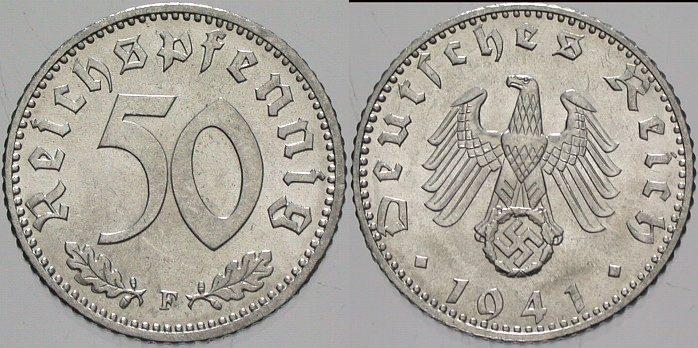
50 Rpf, 1941 (Aluminium)

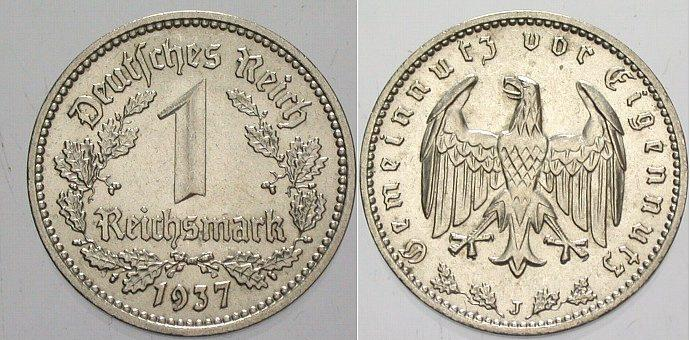
1 RM, 1937 (Nickel)
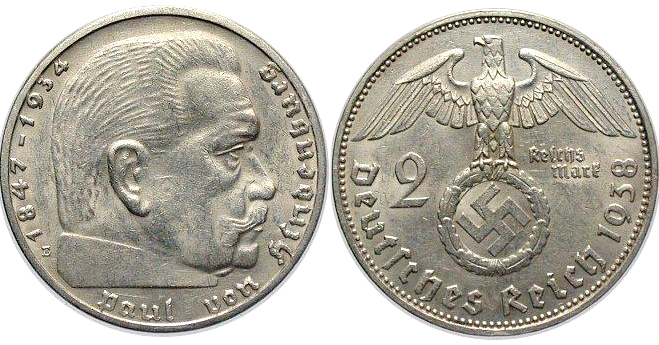
2 RM, 1938 (Silber)
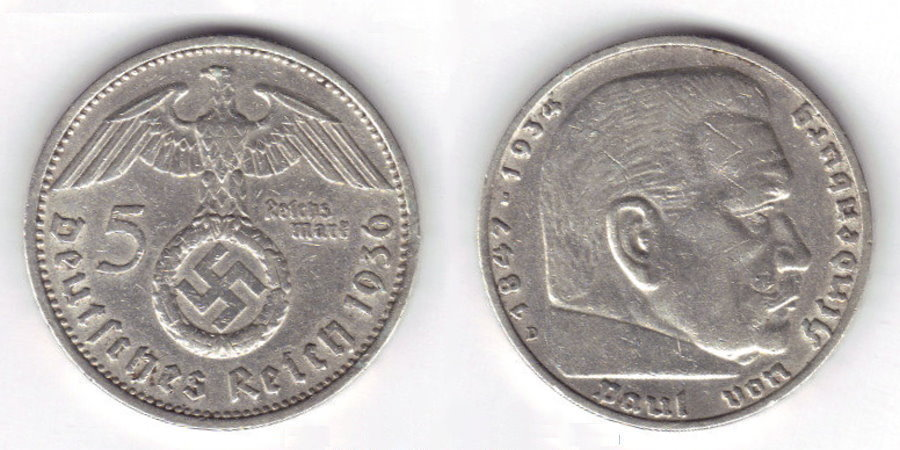
5 RM, 1936 (Silber)

## Gedenkprägungen 1925–1934
Ab 1925 wurden Münzen mit Nominalen von 3 und 5 RM in 500er Silber (einer Silberlegierung mit einem Feingehalt von 500 Anteilen) geprägt. Die erste Ausgabe war der Jahrtausendfeier der Rheinlande 1925 gewidmet (3 und 5 RM); die letzten Gedenkprägungen in der Weimarer Republik wurden 1932 zum 100. Todestag von Johann Wolfgang von Goethe ausgegeben, wiederum mit Prägungen zu 3 und 5 RM. Zur Zeit des Nationalsozialismus gab es drei weitere Gedenkemissionen – zu 2 (625er Silber) und 5 RM (900er Silber) – in den Jahren 1933 (450. Geburtstag Martin Luthers) und 1934 (erster Jahrestag des Tags von Potsdam am 21. März 1934; 175. Geburtstag Friedrich Schillers). Damit endete die Reihe der Gedenkprägungen in Reichsmark-Währung.

Zwei-Reichsmark-Gedenkmünzen zur Zeit des Nationalsozialismus
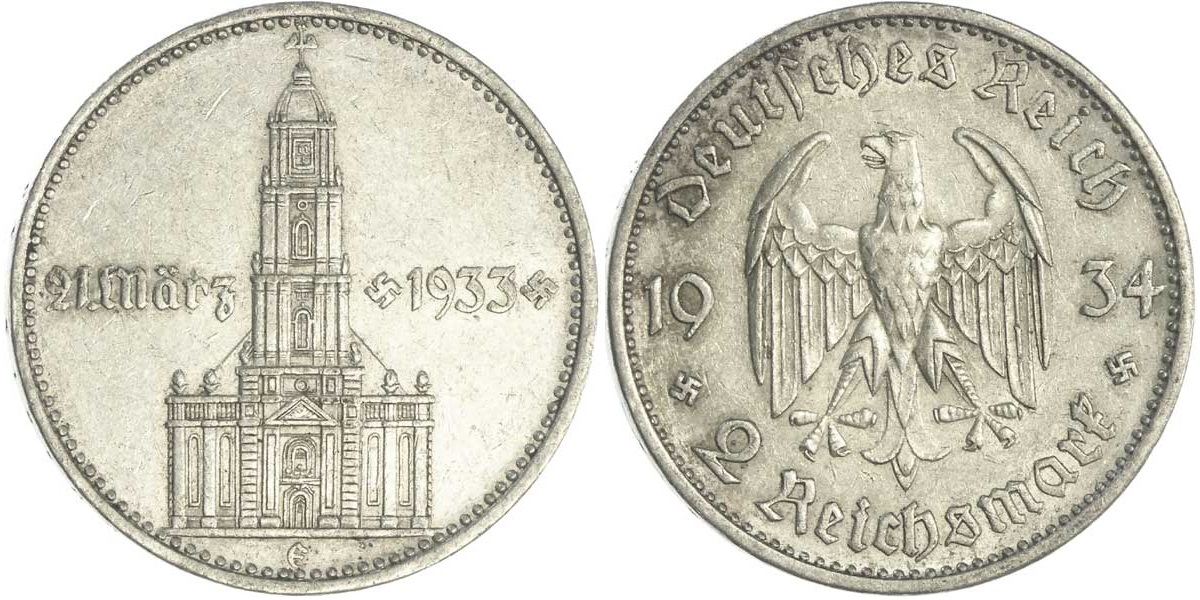
Tag von Potsdam 21. März 1933

- Fünf-Reichsmark-Gedenkmünzen zur Zeit des Nationalsozialismus

## Banknoten

### Reichsbanknoten der Weimarer Republik

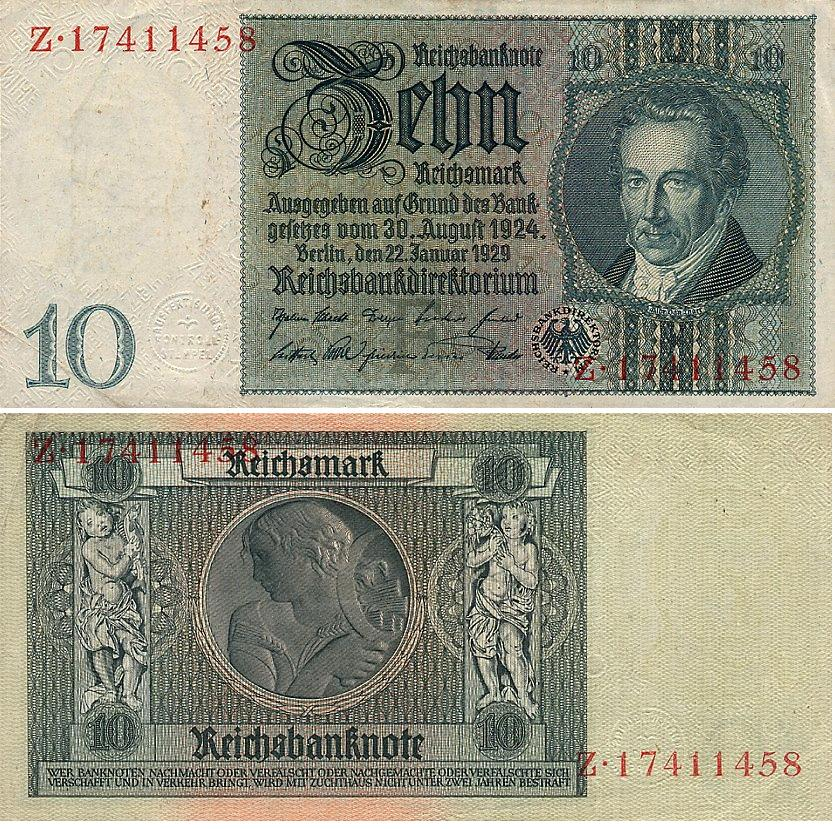
10 RM Druck Juli 1938 VS: Kopfbildnis Albrecht Daniel Thaer RS: Allegorie Landwirtschaft
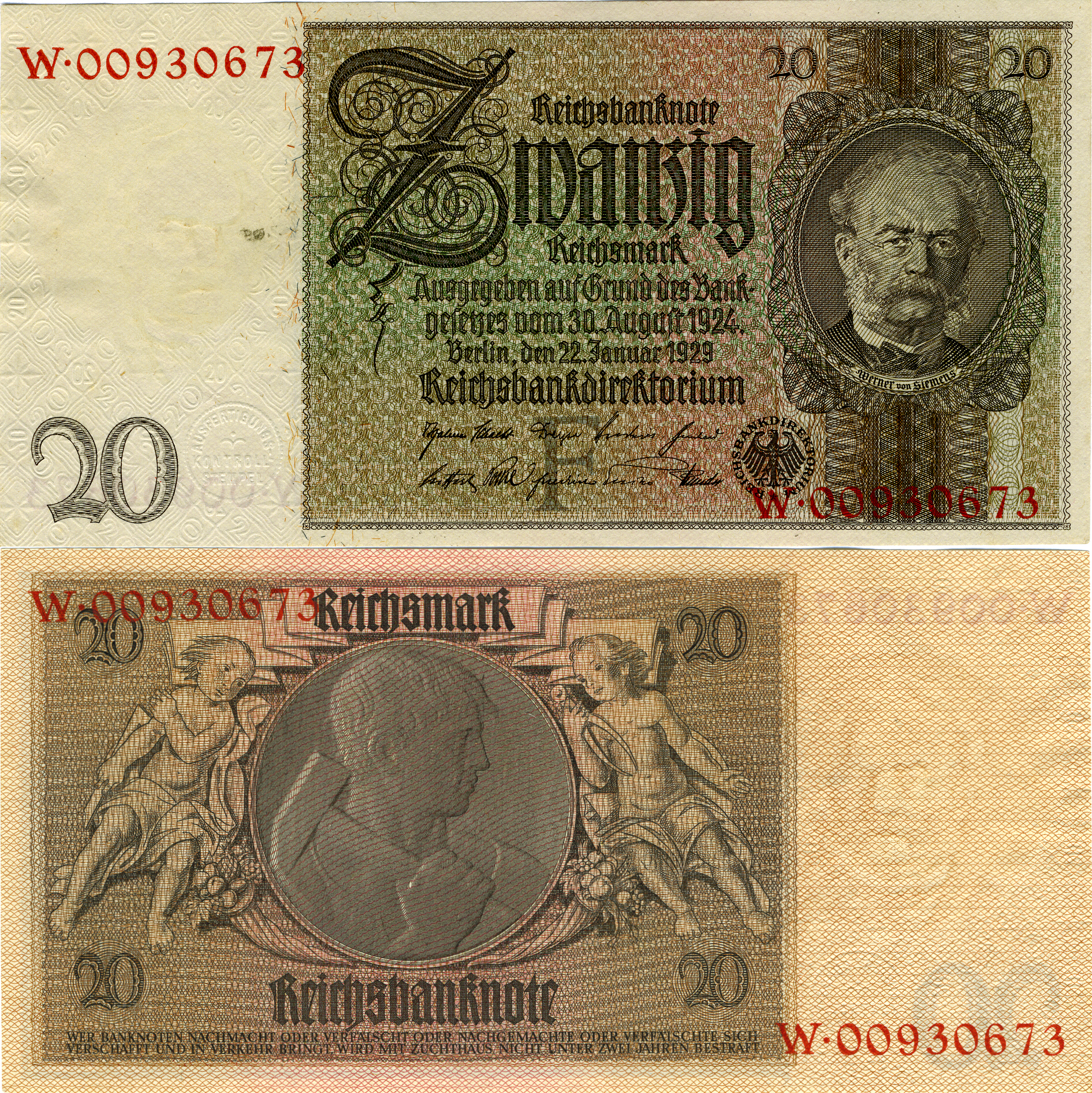
20 RM Druck Juni 1936 VS: Kopfbildnis Werner von Siemens RS: Allegorie Handwerk

1924

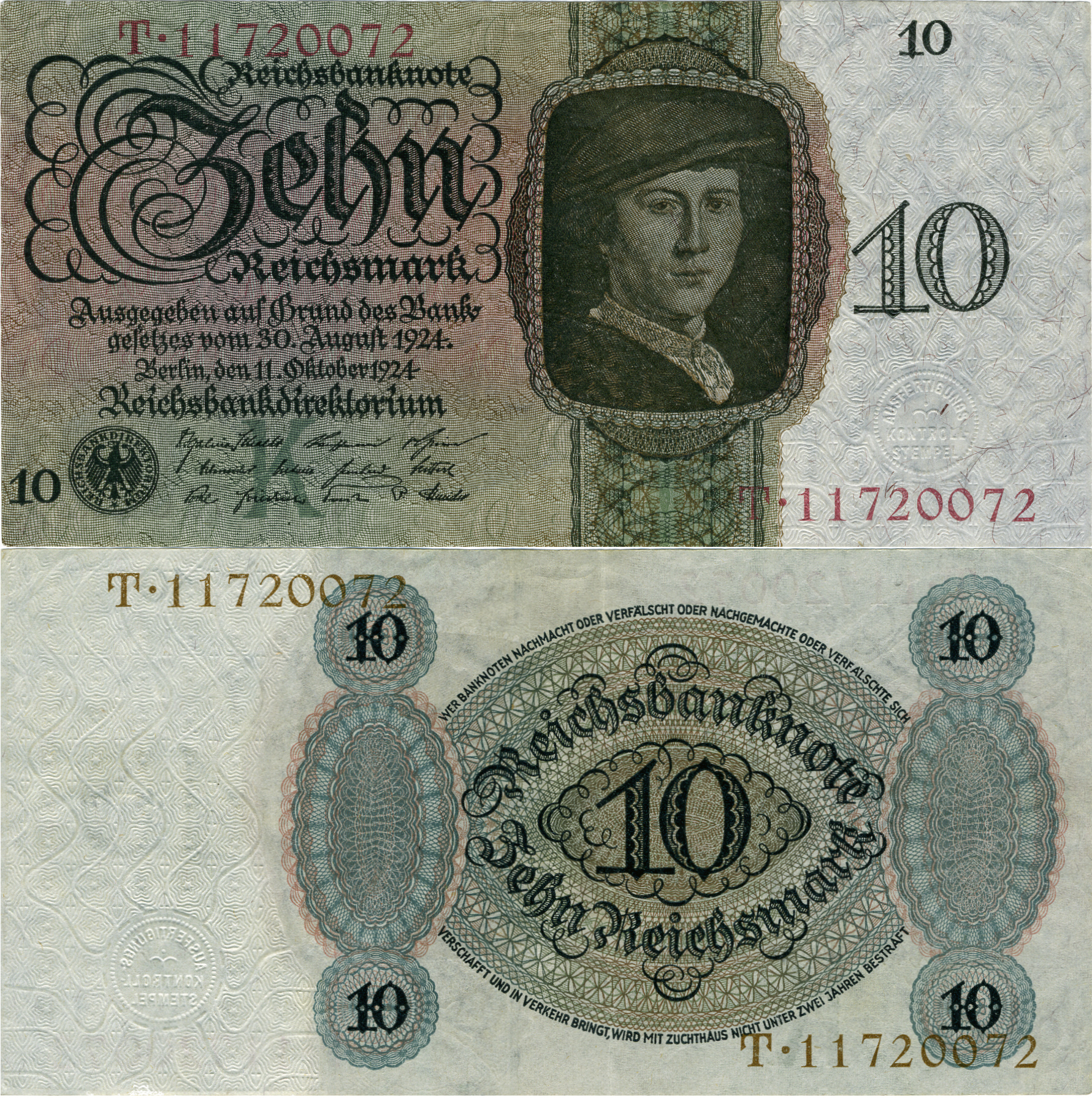
10 RM
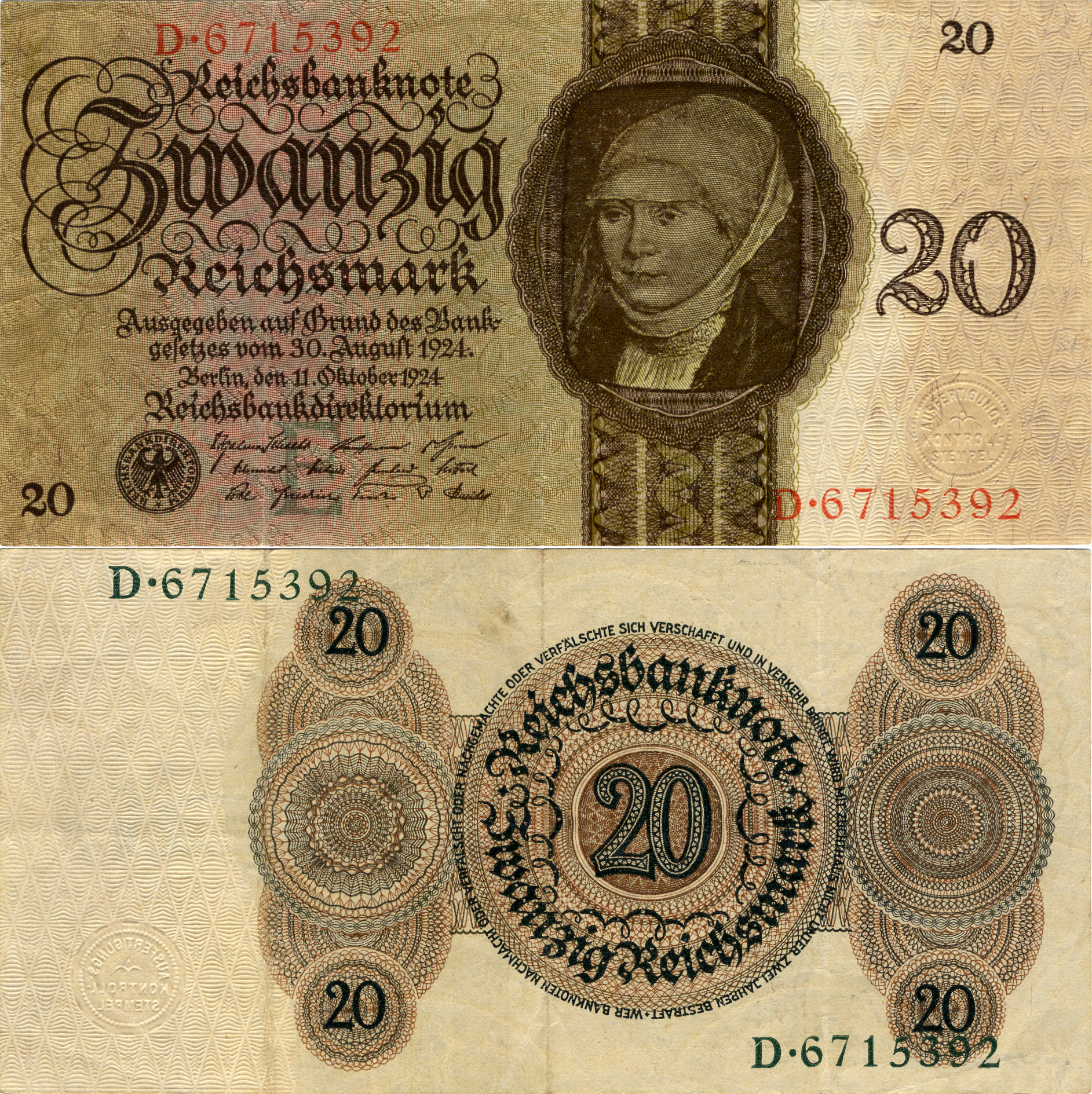
20 RM
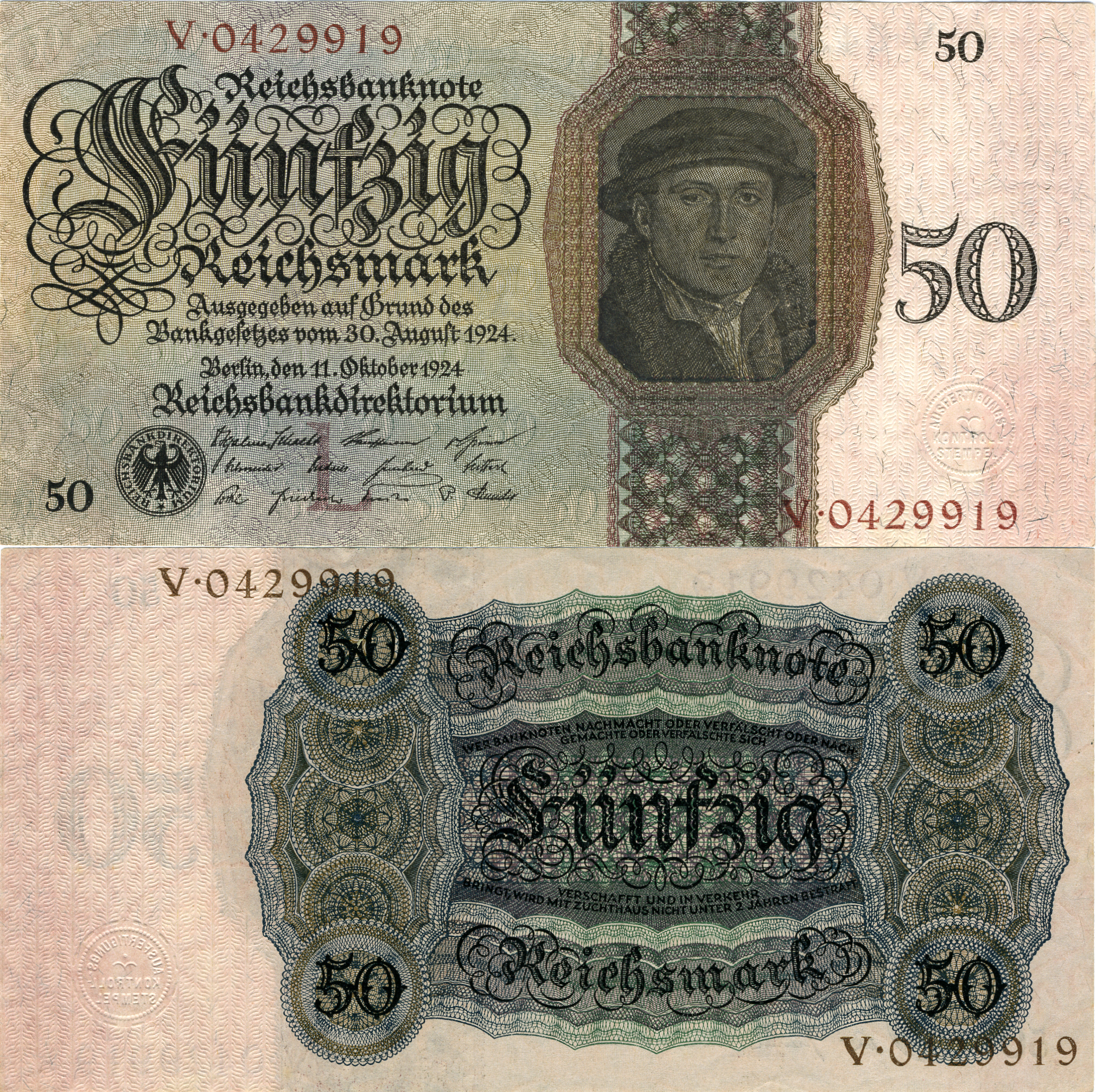
50 RM
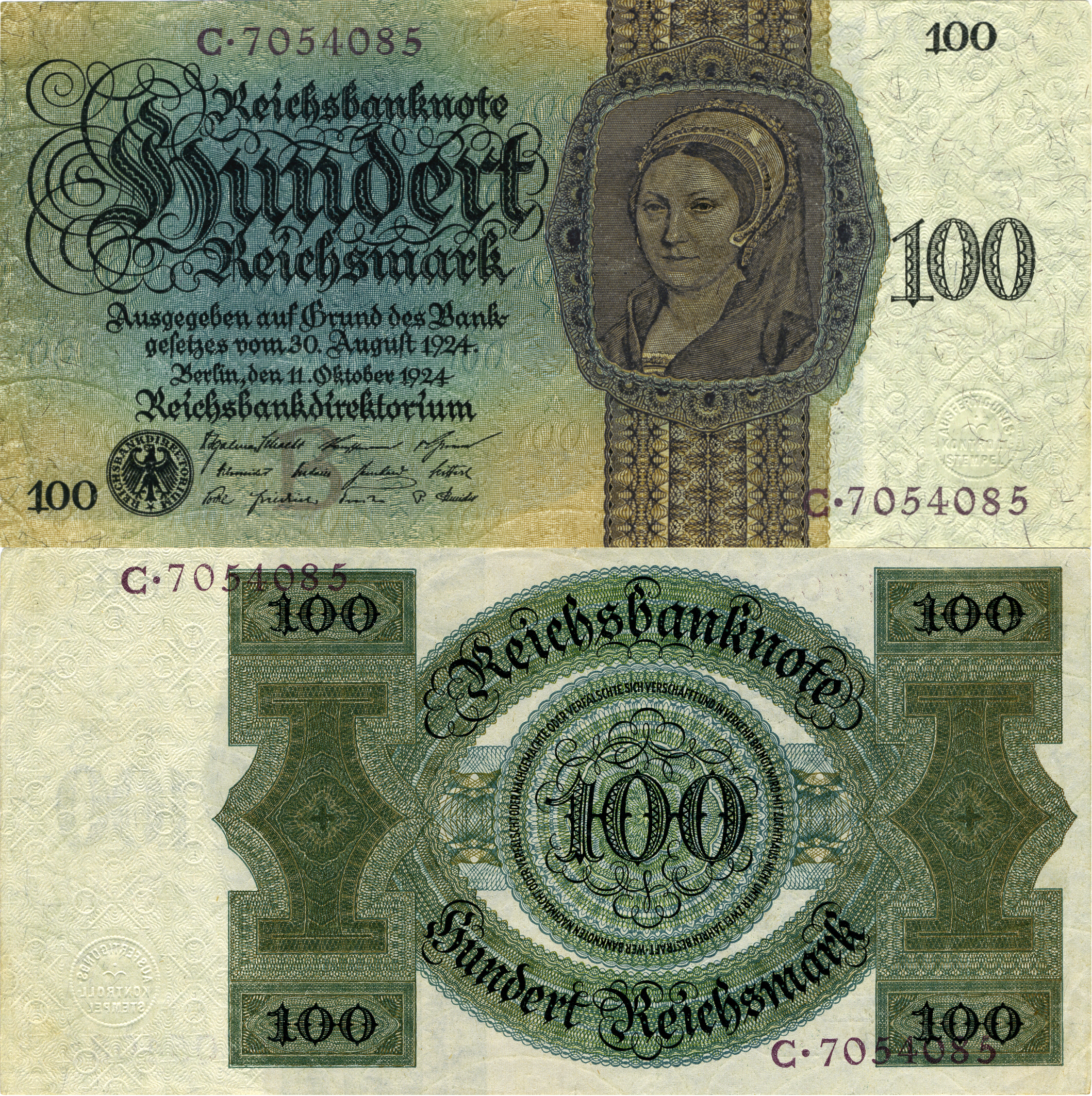
100 RM
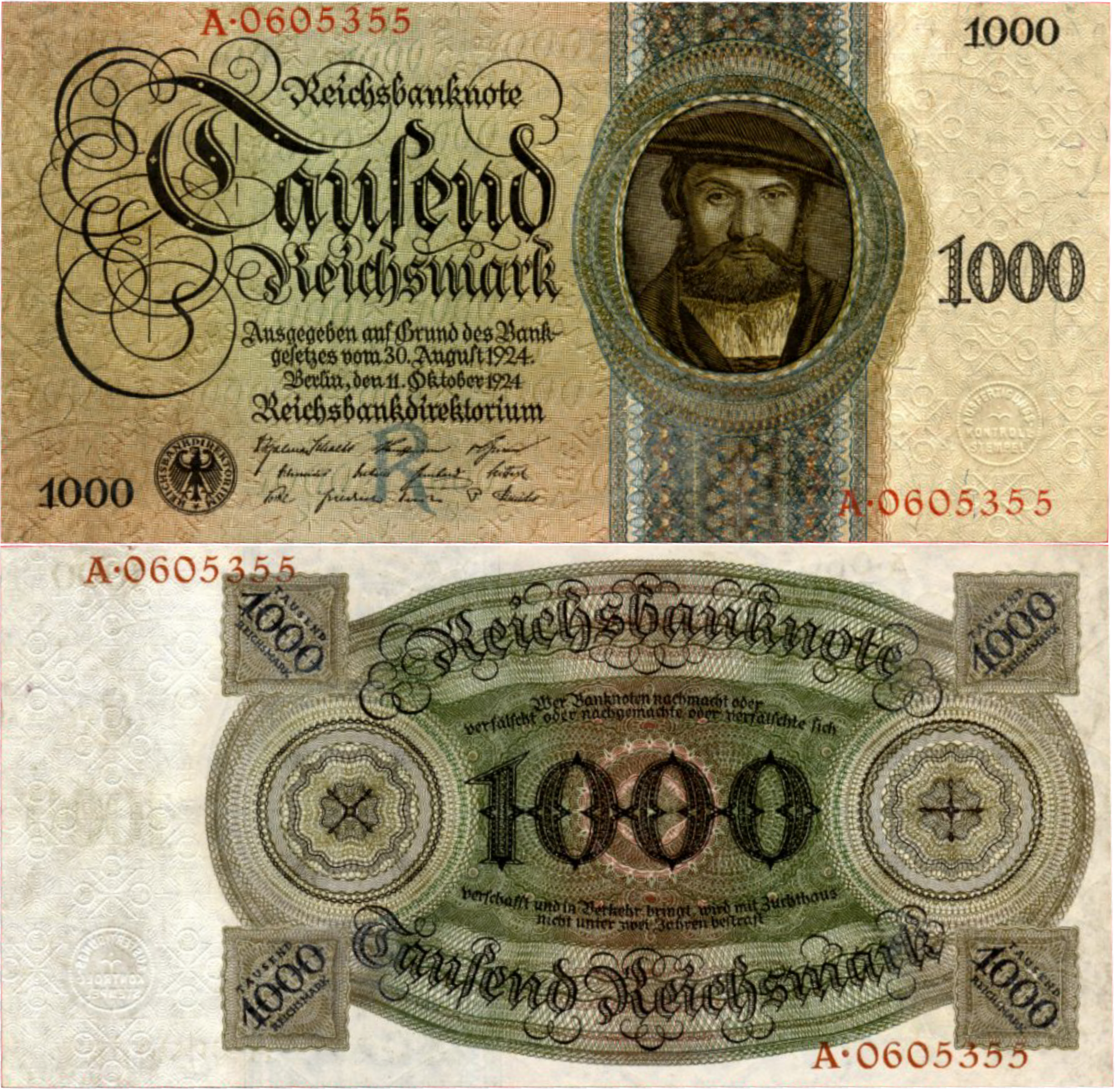
1000 RM

1929
- 10 RM
Druck Juli 1938
VS: Kopfbildnis
Albrecht Daniel Thaer
RS: Allegorie Landwirtschaft
- 20 RM
Druck Juni 1936
VS: Kopfbildnis
Werner von Siemens
RS: Allegorie Handwerk

| Banknote RM | Aufgedrucktes Datum | Im Umlauf ab      | Im Umlauf bis     |
| ----------- | ------------------- | ----------------- | ----------------- |
| 10          | 11. Oktober 1924    | Oktober 1924      | 28. Februar 1934* |
| 20          | 11. Oktober 1924    | Oktober 1924      | 30. Juni 1935*    |
| 50          | 11. Oktober 1924    | Oktober 1924      | 20. Juni 1948     |
| 100         | 11. Oktober 1924    | Oktober 1924      | 20. Juni 1948     |
| 1000        | 11. Oktober 1924    | Oktober 1924      | 20. Juni 1948     |
| 10          | 22. Januar 1929     | 17. Februar 1931  | 20. Juni 1948     |
| 20          | 22. Januar 1929     | 22. Dezember 1930 | 20. Juni 1948     |

* Denominierung

### Reichsbanknoten des NS-Staates
- 50 RM
Druck Februar 1937
VS: Kopfbildnis
David Hansemann
RS: Allegorie Handel
- 100 RM
Druck September 1939
VS: Kopfbildnis
Justus von Liebig
RS: Allegorie Wissenschaft
- 1000 RM
Druck September 1944
VS: Kopfbildnis
Karl Friedrich Schinkel
RS: Allegorie Baukunst

| Banknote RM | Aufgedrucktes Datum | Im Umlauf ab       | Im Umlauf bis |
| ----------- | ------------------- | ------------------ | ------------- |
| 5           | 1. August 1942      | 16. Juni 1943      | 20. Juni 1948 |
| 10          | 22. Januar 1929*    | Februar 1945       | 20. Juni 1948 |
| 20          | 22. Januar 1929*    | Februar 1945       | 20. Juni 1948 |
| 20          | 16. Juni 1939       | 19. Februar 1945   | 20. Juni 1948 |
| 50          | 30. März 1933       | April 1934         | 20. Juni 1948 |
| 50          | 30. März 1933*      | Februar 1945       | 20. Juni 1948 |
| 100         | 24. Juni 1935       | 02. Juni 1936      | 20. Juni 1948 |
| 100         | 24. Juni 1935*      | Februar 1945       | 20. Juni 1948 |
| 1000        | 22. Februar 1936    | 25. September 1944 | 20. Juni 1948 |

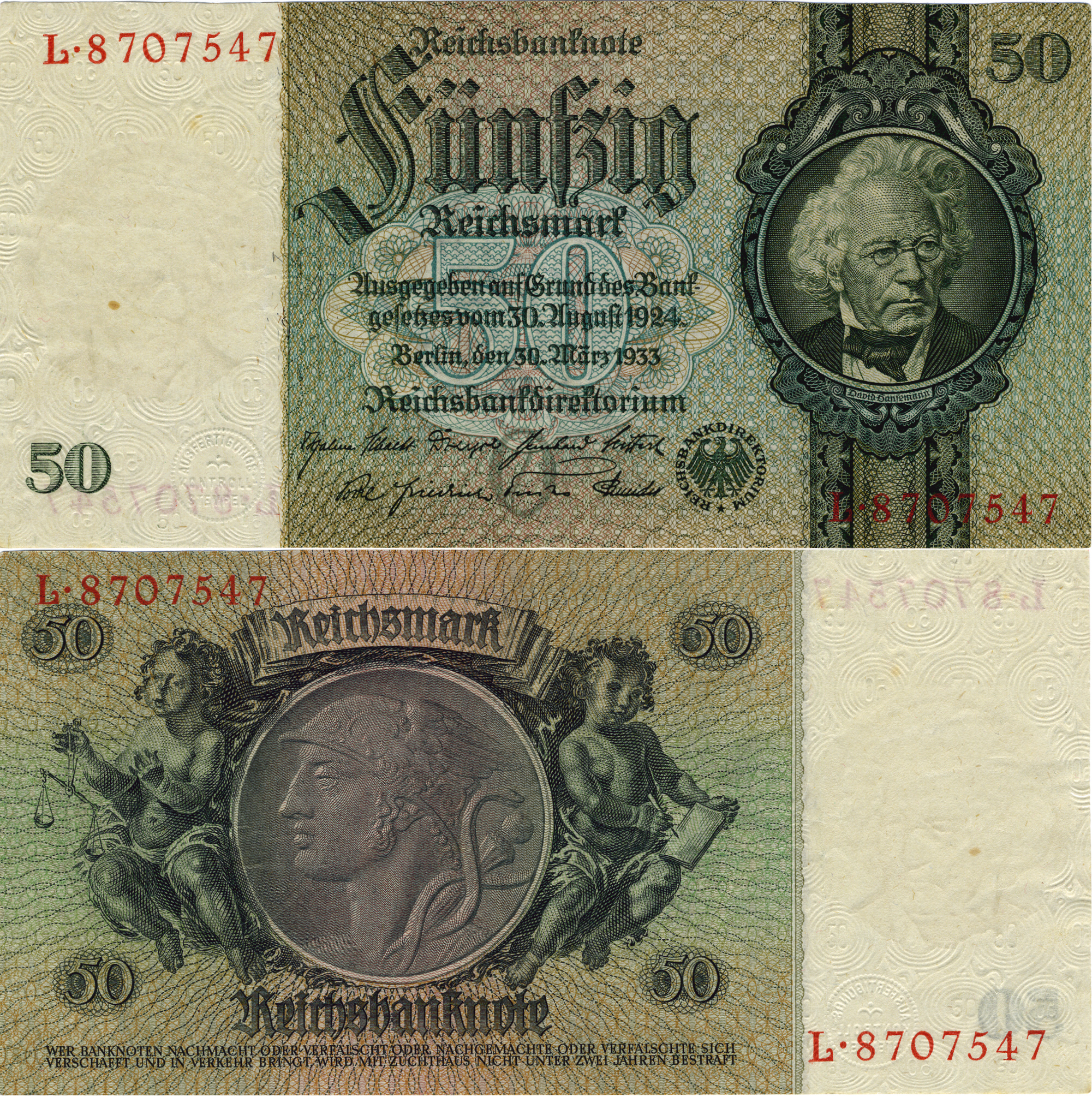
50 RM Druck Februar 1937 VS: Kopfbildnis David Hansemann RS: Allegorie Handel
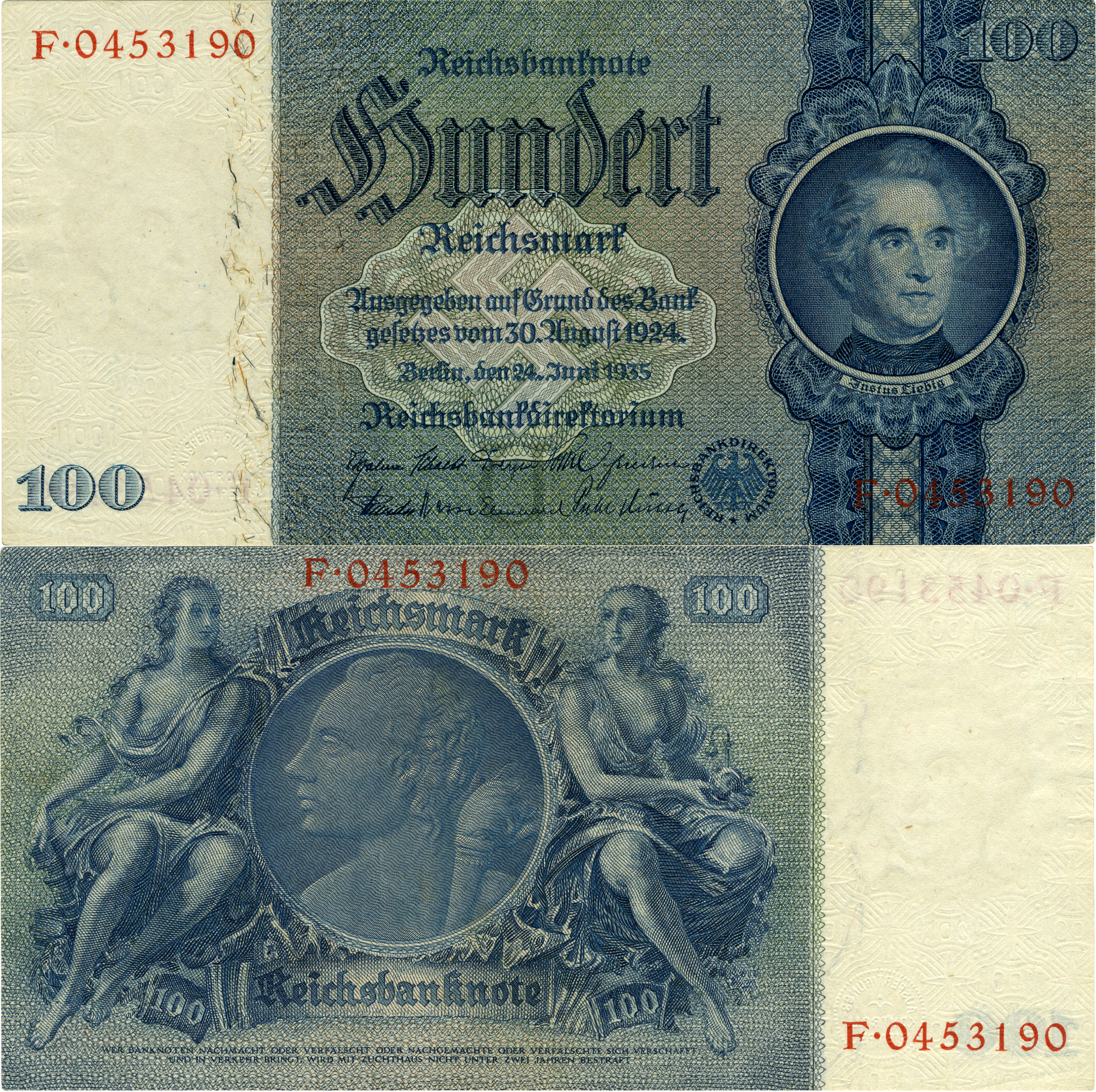
100 RM Druck September 1939 VS: Kopfbildnis Justus von Liebig RS: Allegorie Wissenschaft
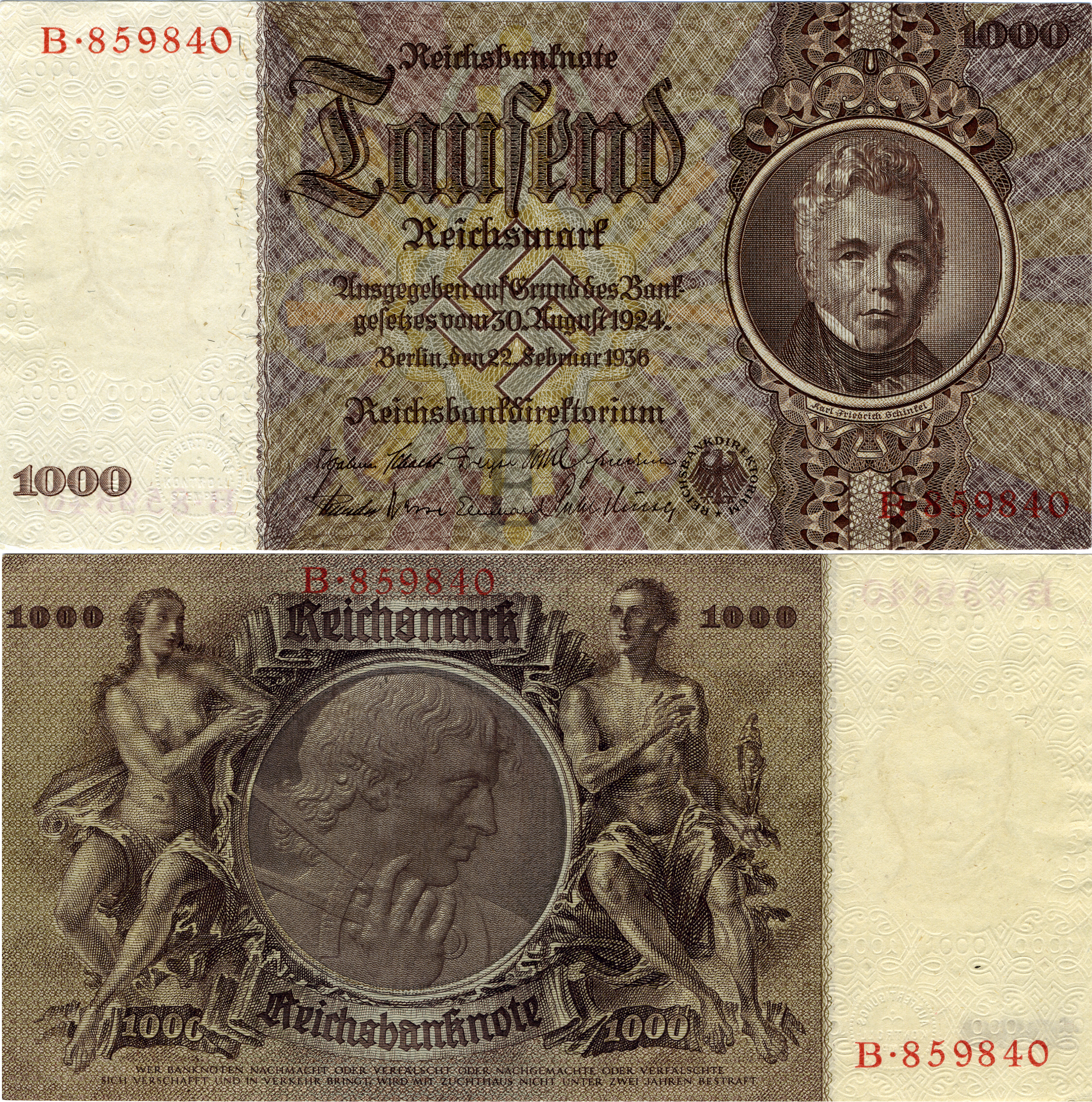
1000 RM Druck September 1944 VS: Kopfbildnis Karl Friedrich Schinkel RS: Allegorie Baukunst

Ausgaben, die hier mit einem Sternchen (*) gekennzeichnet sind, waren den Banknoten mit der Jahresangabe 1929 bis 1935 sehr ähnlich, jedoch wurden diese ab 1944 als neue Auflage in vereinfachter Form (verändertes Wasserzeichen, kein Kontrollstempel, kein Unterdruckbuchstabe, Seriennummern nur noch vorderseitig) gedruckt und ab Februar 1945 ausgegeben. Der Druck dieser Auflagen erfolgte zum größten Teil in Privatdruckereien, da die Reichsbank durch die Bombenangriffe der Alliierten stark beschädigt war und dadurch nur noch einen kleinen Teil der benötigten Menge drucken konnte.
Die Noten zu 20 Reichsmark mit der Datumsangabe 16. Juni 1939 waren ursprünglich als 100-Schilling-Noten für Österreich angefertigt worden. Diese Schilling-Banknoten wurde jedoch wegen der Angliederung Österreichs an das Deutsche Reich nicht mehr ausgegeben.
Die Unterdruckbuchstaben von A bis Z wurden schon zur Zeiten des Kaiserreiches (ab 1898) als zusätzliche Fälschungssicherheit eingeführt und standen für den Monat des Druckes der jeweiligen Banknote. Dabei wurden die Buchstaben fortlaufend durchgezählt, selbst wenn in einem bestimmten Monat kein Druck erfolgte. Am Beispiel der 20-Reichsmark-Banknote von 22. Januar 1929 lässt sich das gut darstellen. Der erste Druck dieser Banknoten begann in August 1930 mit der Seriennummer A·00000001 (Serie A bis K von 00000001 bis 10000000 und Serie L bis P von 00000001 bis 06200000, wobei die Serie I traditionell ausgelassen wurde, außer bei der Ausgabe der 20-Reichsmark-Banknote mit der Datumsangabe 16. Juni 1939) sowie dem Unterdruckbuchstaben L, der hier für den Monat August steht. Der zweite Druck der gleichen Banknote wurde im Oktober 1930 fortgeführt (Serie L bis P von 06200001 bis 10000000 und Serie Q bis U von 00000001 bis 03500000). Hier wurde richtigerweise nicht der Unterdruckbuchstabe M, sondern N gedruckt, da jeder Monat (auch ohne Druck) fortlaufend durchgezählt wurde. Da im September 1930 kein Druck dieser Banknote erfolgte, fiel der Unterdruckbuchstabe M hierbei aus. Man zählte also die Monate durch und sobald man beim Unterdruckbuchstaben Z angekommen war, begann man im darauffolgenden Monat wieder mit dem Unterdruckbuchstaben A.
Am 21. Juni 1948 wurden alle Reichsmark-Banknoten im von den Westalliierten besetzten Teil Deutschlands ungültig. Im durch die Sowjetunion besetzten Teil waren sie erst ab dem 29. Juni 1948 ungültig, wenn sie nicht mit einer Marke an einer festgelegten Stelle beklebt waren (die sogenannte Kuponmark, im Volksmund auch »Tapetenmark« oder »Klebemark« genannt).